# 金剛寺 (河内長野市)

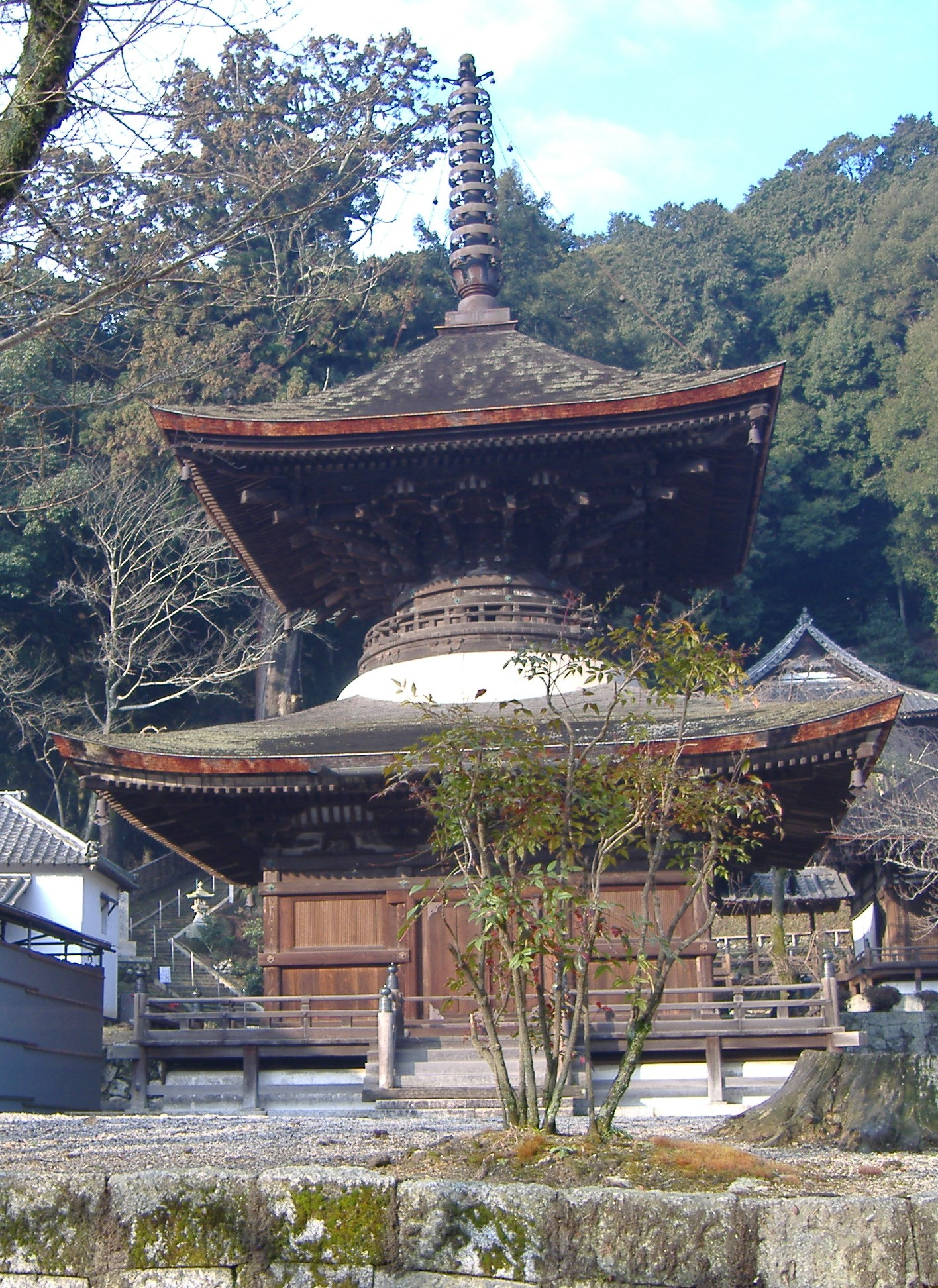
現存最古の多宝塔（修復前）

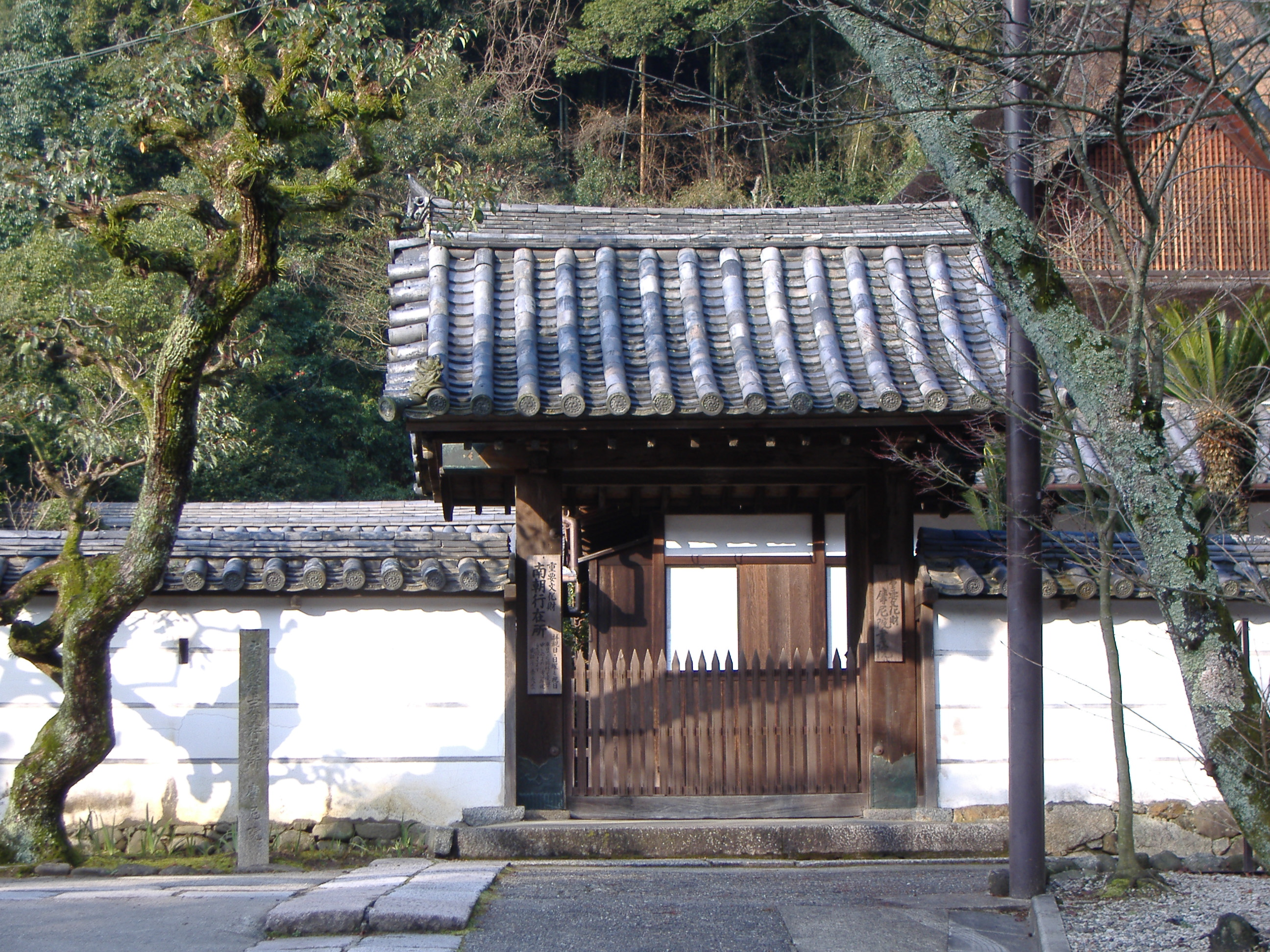
摩尼院表門

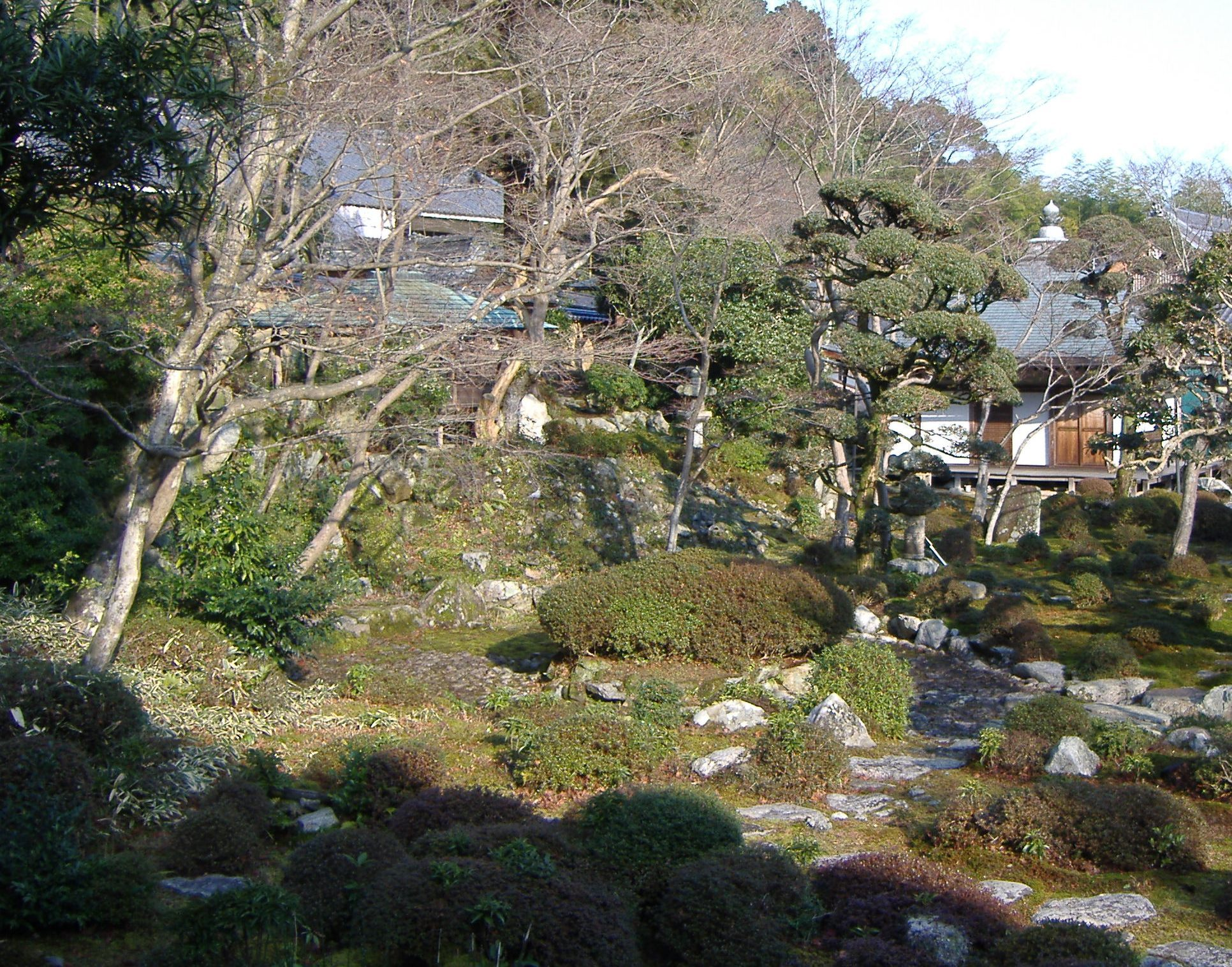
庭園

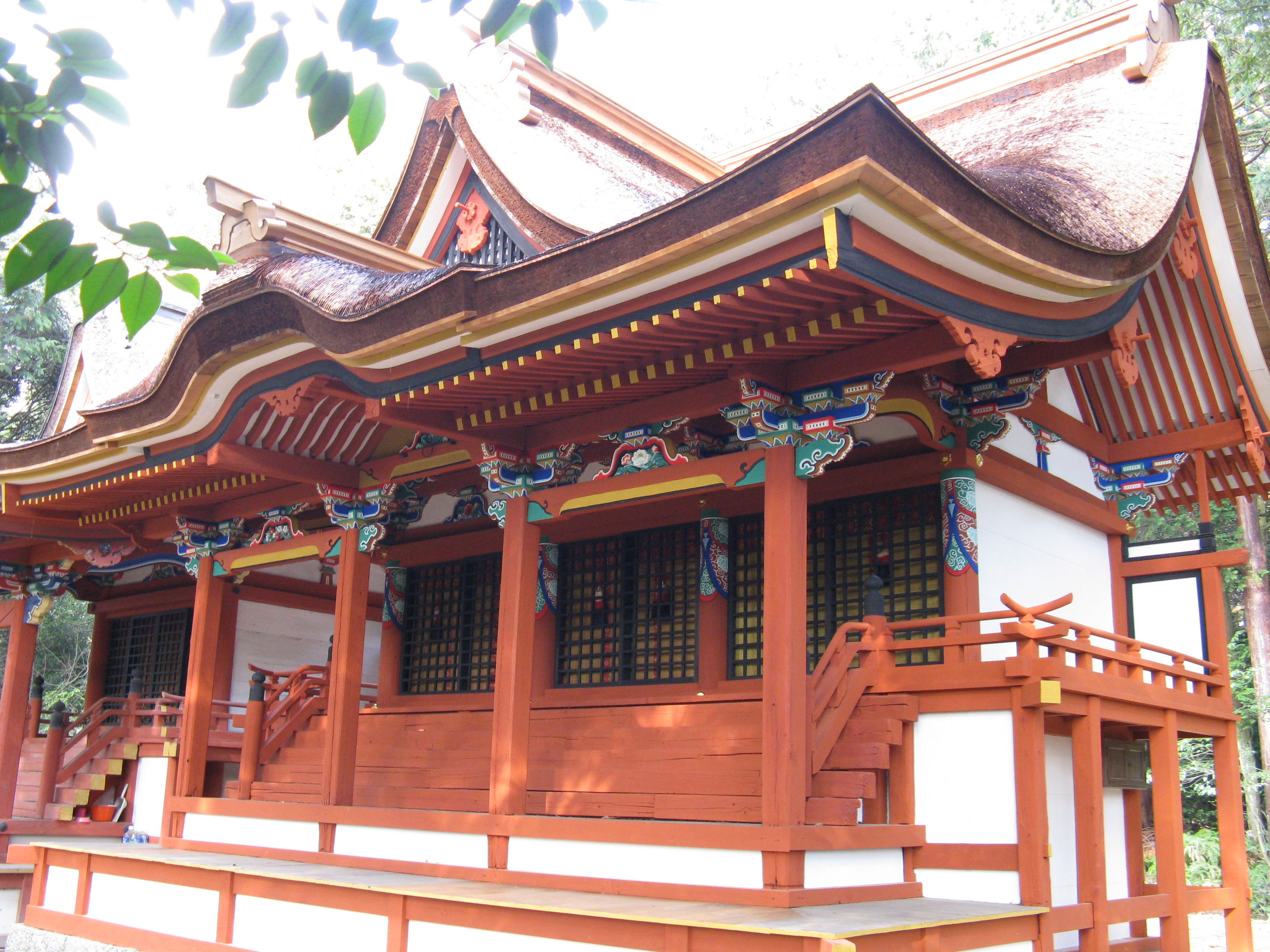
鎮守丹生高野明神社本殿

金剛寺（こんごうじ）は、大阪府河内長野市天野町にある真言宗御室派の大本山の寺院。山号は天野山（あまのさん）。本尊は大日如来。五仏堂は新西国三十三箇所第7番札所で本尊は千手観音である。境内の多宝塔は平安時代後期の建立で、日本最古の多宝塔であると同時に大阪府最古の木造建築物である。
高野山が女人禁制だったのに対して女性も参詣ができたため、「女人高野」とも呼ばれる。奥河内の観光地の一つ。大阪みどりの百選に選定されている。また日本遺産『中世に出逢えるまち 〜千年にわたり護られてきた中世文化遺産の宝庫〜』の構成文化財のひとつでもある。

## 概要
南北朝時代（1336年 - 1392年）には、南朝の最重要拠点の一つとして、枢要の地位にあった。延元元年/建武3年（1336年）10月1日には、後醍醐天皇によって勅願寺に指定された。さらに、正平9年/文和3年（1354年）10月28日から正平14年/延文4年（1359年）12月まで、南朝第2代後村上天皇の行宮（仮の皇居）が置かれている。また、正平12年/延文2年（1357年）に後醍醐・後村上両帝の腹心で南朝最大の高僧・画僧の文観房弘真が入滅した地でもある。

## 歴史

### 初期
寺伝によると、インドのアショーカ王（阿育王）が投げた8万4千の鉄塔のうちの一つがこの地に落ちたとしている。その後、奈良時代の天平年間（729年 - 749年）に聖武天皇の勅願で、行基によって当寺は創建されたとされる。後には空海も当寺で修行をしたとされている。
その後、当寺は荒廃していたが、平安時代末期に高野山の僧・阿観（あかん）が住すると、後白河法皇と妹の八条院の篤い帰依を受け、また治承4年（1180年）には地元の武士である源貞弘から土地を寄進されるなどして金堂・御影堂などが復興された。次いで、当寺は八条院の祈願所とされている。
八条院の侍女大弐局（浄覚尼）と妹の六条局（覚阿尼）が阿観の弟子となって二代続けて院主となり、さらにその後も続いて最終的に女院女房が四代続けて院主となっている。その後も、宜秋門院、春華門院母子、嘉陽門院の祈願所になっている。
こうして当寺は女性とのゆかりが生まれ、貴賤を問わず多くの女性が当寺に帰依して参詣が行われたため、「女人高野」と呼ばれて有名となった。

### 南北朝時代
鎌倉時代末期には100近い塔頭があったという。
当寺は後醍醐天皇と近しい関係を築き、南北朝時代には観心寺と共に南朝方の一大拠点となった。延元元年/建武3年（1336年）10月1日には後醍醐天皇によって勅願寺とされている。もともと後醍醐天皇は河内国の真言宗諸寺院とは親しく、また既に故人となっていたが南朝方の武将である楠木正成との関係もあると考えられている。この時の綸旨には「皇統の長久を祈るべし」とあるが、数百通ある後醍醐天皇の綸旨の中でこのような文言が書かれた綸旨は他にはない。
正平9年/文和3年（1354年）3日22日、南朝は観応の擾乱末期に捕縛していた北朝の光厳上皇・光明上皇・崇光上皇・廃太子直仁親王を、大和国賀名生から当寺に移動させると塔頭・観蔵院をその行宮（仮の住まい）とした。10月28日には後村上天皇自身も到来し、塔頭・摩尼院を行宮として、南朝の本拠地に定めたている。また、食堂を政庁天野殿（あまのでん）とした。
この時、後醍醐・後村上両帝の腹心で護持僧（祈祷によって天皇を守護する僧）を務めた文観もまた、当寺に居住した。その際、当寺の学頭（寺務を統括する僧職）は、膨大な仏教書を書写した学僧として名高い禅恵で、文観に弟子入りして「門弟随一」と称している。
正平10年/文和4年（1355年）には光明上皇を京都に返し、正平12年/延文2年（1357年）2月には光厳上皇・崇光上皇・直仁親王も京都に返された。
正平12年/延文2年10月9日（1357年11月21日）、文観は当寺の大門往生院において入滅している。
正平14年/延文4年（1359年）12月に後村上天皇は行宮を観心寺に移している。
翌正平15年/延文5年（1360年）に北朝の畠山国清の攻撃を受けて40余りの塔頭が焼失する。さらに、文中2年/応安6年（1373年）には、和平に反対する長慶天皇が行在所としていた当寺入ったが、和平派ゆえに北朝に寝返った楠木正儀があえて攻撃を加え、長慶天皇を当寺から除かせてしばらくの間占領する事件も起きた。

### その後
その後は戦火に遭うこともなく、室町時代の永享4年（1432年）頃からは三大美酒の一つとして名を馳せた銘酒「天野酒」を販売して収入を得たりし、永正11年（1514年）には依然として塔頭が70から90もあって威勢を誇った。
慶長10年（1605年）から豊臣秀頼によって伽藍が整備され、金堂、多宝塔、食堂、楼門が修理された。また、五仏堂、薬師堂が再建され、護摩堂、法具蔵、摩尼院書院、鎮守社の水分明神社、丹生高野明神社、鎮守社拝殿、鎮守社鐘楼が建立されている。
元禄13年（1700年）には、江戸幕府将軍徳川綱吉の命で岸和田藩主の岡部長泰を奉行として伽藍の修理が再び行われ、求聞持堂、開山堂が建立された。江戸時代末期には307石の寺領があった。
しかし、明治時代となって廃仏毀釈のためもあって塔頭は減少し、現在では摩尼院、観蔵院、吉祥院を残すのみである。とはいえ、主要伽藍などは戦火に掛からなかったため、貴重な文化財が数多く残されている。
2009年（平成21年）から2017年（平成29年）にかけて金堂、多宝塔、鐘楼の修理が行われた。また、同時に金堂に安置されている本尊の大日如来坐像、脇侍の降三世明王坐像、不動明王坐像の三尊の仏像も修理された。

## 境内
- 金堂（重要文化財） - 元応2年（1320年）再建。慶長10年（1605年）には豊臣秀頼により大修理されている。堂内には中央に本尊の金剛界大日如来坐像（国宝）、向かって右に不動明王坐像（国宝）、左に降三世明王（ごうざんぜみょうおう）坐像（国宝）を安置する（いずれも2017年度に国宝に指定）[8]。後には空海も当寺で修行をしたとされている[3]。密教の曼荼羅の一つである尊勝曼荼羅を立体的に現したものでありこの金剛寺にしか存在しない。
  - 木造大日如来坐像 - 平安時代後期。
  - 木造不動明王坐像 - 鎌倉時代。修理時に像内銘が確認され、天福2年（1234年）に快慶の弟子である行快によって作成されたものと判明した[9]。
  - 木造降三世明王坐像 - 鎌倉時代。降三世明王像は四面八臂三眼の立像として表すのが通例だが、本像は一面二臂二眼の坐像で図像的に珍しい。像内銘はないが作風から不動明王像と同様行快工房の作と推定される[9]。
- 多宝塔（重要文化財） - 平安時代後期の建立で現存している多宝塔としては日本最古であり、また大阪府で最古の木造建築物でもある[1]。ただし、慶長11年（1606年）に豊臣秀頼により大改修されている。上層の隅行には日本の現存建築で唯一かつ最多となる九手先の組物がある。初層内部には大日如来像が安置されている[8]。
- 経蔵（重要文化財）
- 宝蔵（重要文化財）
- 薬師堂（重要文化財） - 慶長年間（1596年 - 1615年）に豊臣秀頼により再建。薬師如来像、両脇侍の日光菩薩像・月光菩薩像、眷属の十二神将像が祀られている[8]。
- 五仏堂（重要文化財） - 慶長年間（1596年 - 1615年）に豊臣秀頼により再建。新西国三十三箇所第7番札所で千手観音像を祀る。五智如来（大日如来像・阿閦如来像・薬師如来像・宝生如来像・阿弥陀如来像・不空成就如来像）を祀る[8]。
- 求聞持堂（重要文化財） - 元禄13年（1700年）に徳川綱吉により建立。
- 天野山八十八ヶ所巡り - 四国八十八箇所霊場石仏群がある。
- 閼伽井屋（重要文化財）
- 御影堂（重要文化財） - 慶長11年（1606年）に豊臣秀頼により再建。弘法大師（空海）御影（画像）を祀る[8]。
- 観月亭（重要文化財） - 慶長11年（1606年）に豊臣秀頼により再建。御影堂に接続している。
- 法具蔵（重要文化財） - 慶長年間（1596年 - 1615年）に豊臣秀頼により建立。
- 護摩堂（重要文化財） - 慶長年間（1596年 - 1615年）に豊臣秀頼により建立。
- 開山堂（重要文化財） - 元禄13年（1700年）に徳川綱吉により建立。
- 光厳天皇陵（分骨所） - 宮内庁管轄。
- 北門
- 鐘楼（重要文化財） - 室町時代前期の再建。
- 食堂（重要文化財） - 室町時代前期の再建。南朝の後村上天皇の政庁で「天野殿」とも呼ばれる[8]。
- 南門
- 天照皇大神社（重要文化財）
- 八大龍王善女龍王社（重要文化財）
- 弁財天社（重要文化財）
- 築地塀（重要文化財）
- 楼門（重要文化財） - 鎌倉時代後期の再建。二天（増長天・持国天）が安置されている[8]。
- 摩尼院 - 塔頭。南朝の後村上天皇の行在所[8]。
  - 書院（重要文化財） - 慶長年間（1596年 - 1615年）に豊臣秀頼により再建。
  - 表門（重要文化財） - 慶長年間（1596年 - 1615年）に豊臣秀頼により再建。
- 本坊
  - 持仏堂（国登録有形文化財）
  - 茶室（国登録有形文化財）
  - 宝物館
  - 庫裏
  - 客殿（国登録有形文化財）
  - 大玄関（国登録有形文化財）
  - 渡廊下（国登録有形文化財）
  - 奥殿（国登録有形文化財） - 北朝の光厳上皇・光明上皇・崇光上皇・廃太子直仁親王の行在所[8]。
  - 庭園 - 蜂須賀家政の作とされる。
  - 待合所
  - 稲荷社
  - 表門（国登録有形文化財）
- 南門（表門、重要文化財）
- 鎮守橋（国登録有形文化財） - この橋は天野川に掛かっており、ここを通って鎮守社に参拝する。
- 無量寿院
  - 庫裏
  - 籠堂（国登録有形文化財）
  - 表門（旧真福院表門、重要文化財）
- 大講堂（国登録有形文化財）
  - 大講堂食堂（国登録有形文化財）
  - 表門（旧理趣院表門、重要文化財）
- 観蔵院 - 塔頭。北朝行在所。
- 吉祥院 - 塔頭。
- 天野山会館
- 総門（重要文化財）
- 水分明神社（重要文化財） - 鎮守社。慶長年間（1596年 - 1615年）に豊臣秀頼により建立。
- 丹生高野明神社（重要文化財） - 鎮守社。慶長年間（1596年 - 1615年）に豊臣秀頼により建立。
- 鎮守社拝殿（重要文化財） - 慶長年間（1596年 - 1615年）に豊臣秀頼により建立。
- 鎮守社鐘楼（重要文化財） - 慶長年間（1596年 - 1615年）に豊臣秀頼により建立。
- 戎社

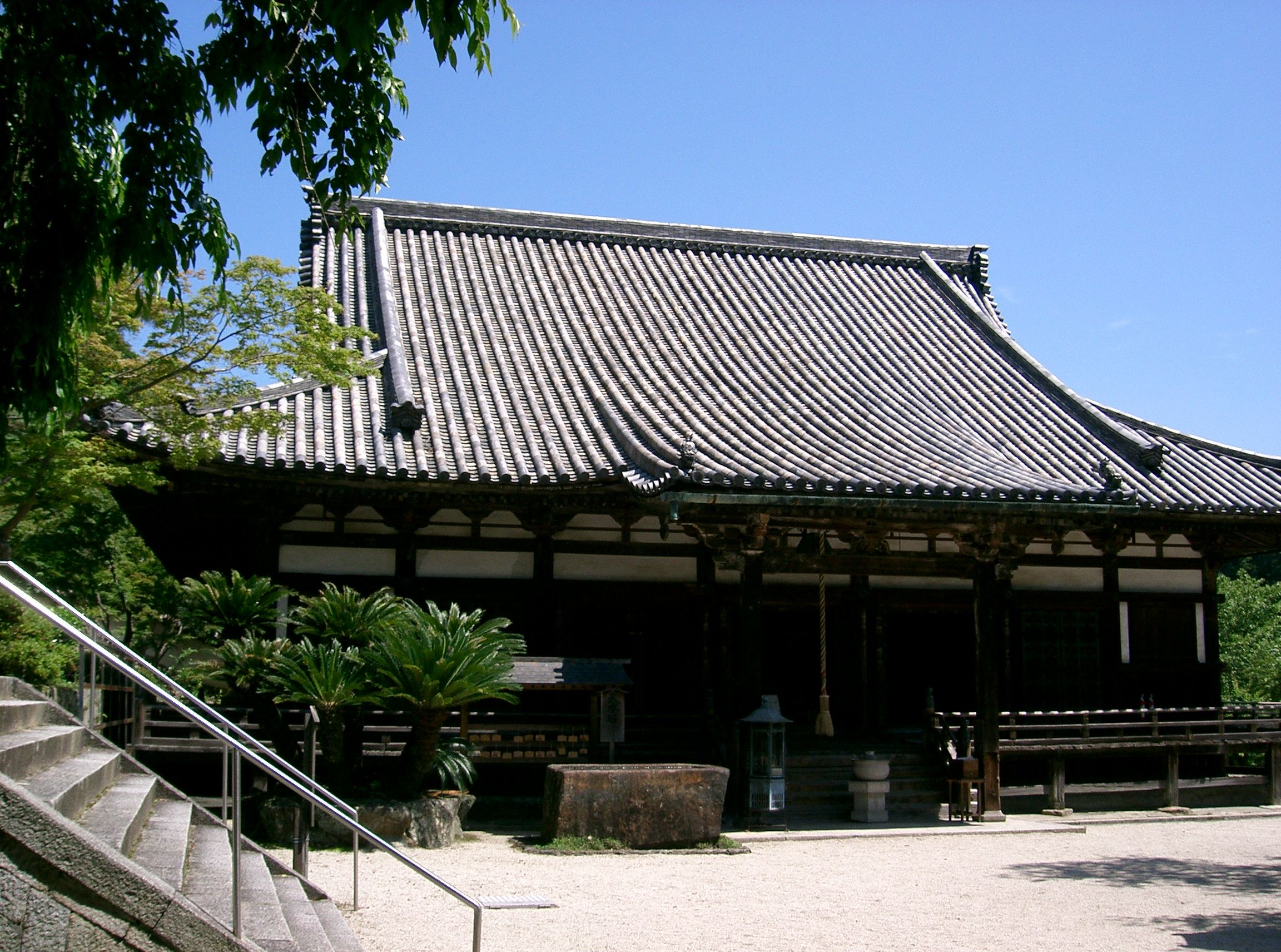
金堂（修復前）
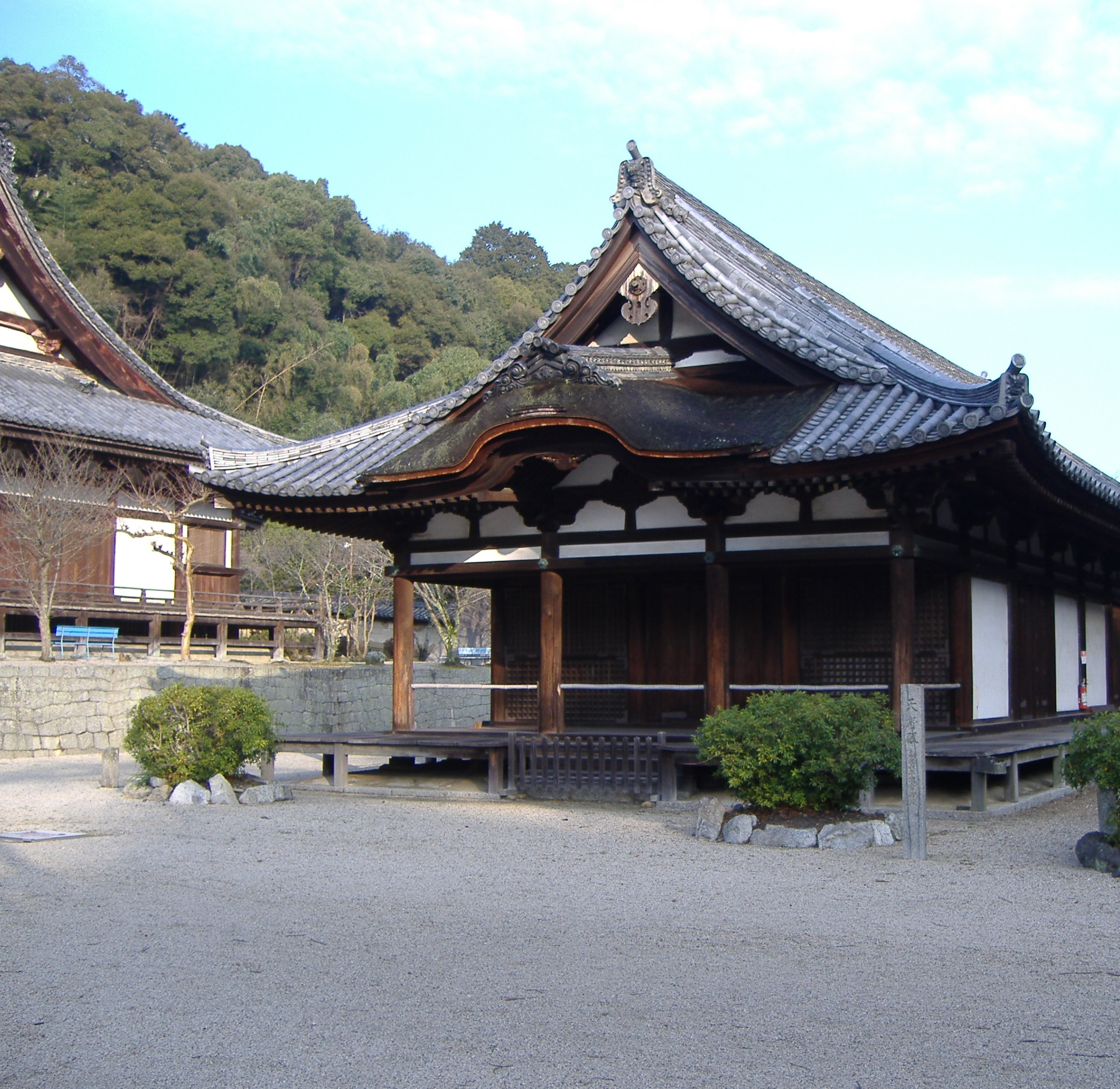
食堂（じきどう）
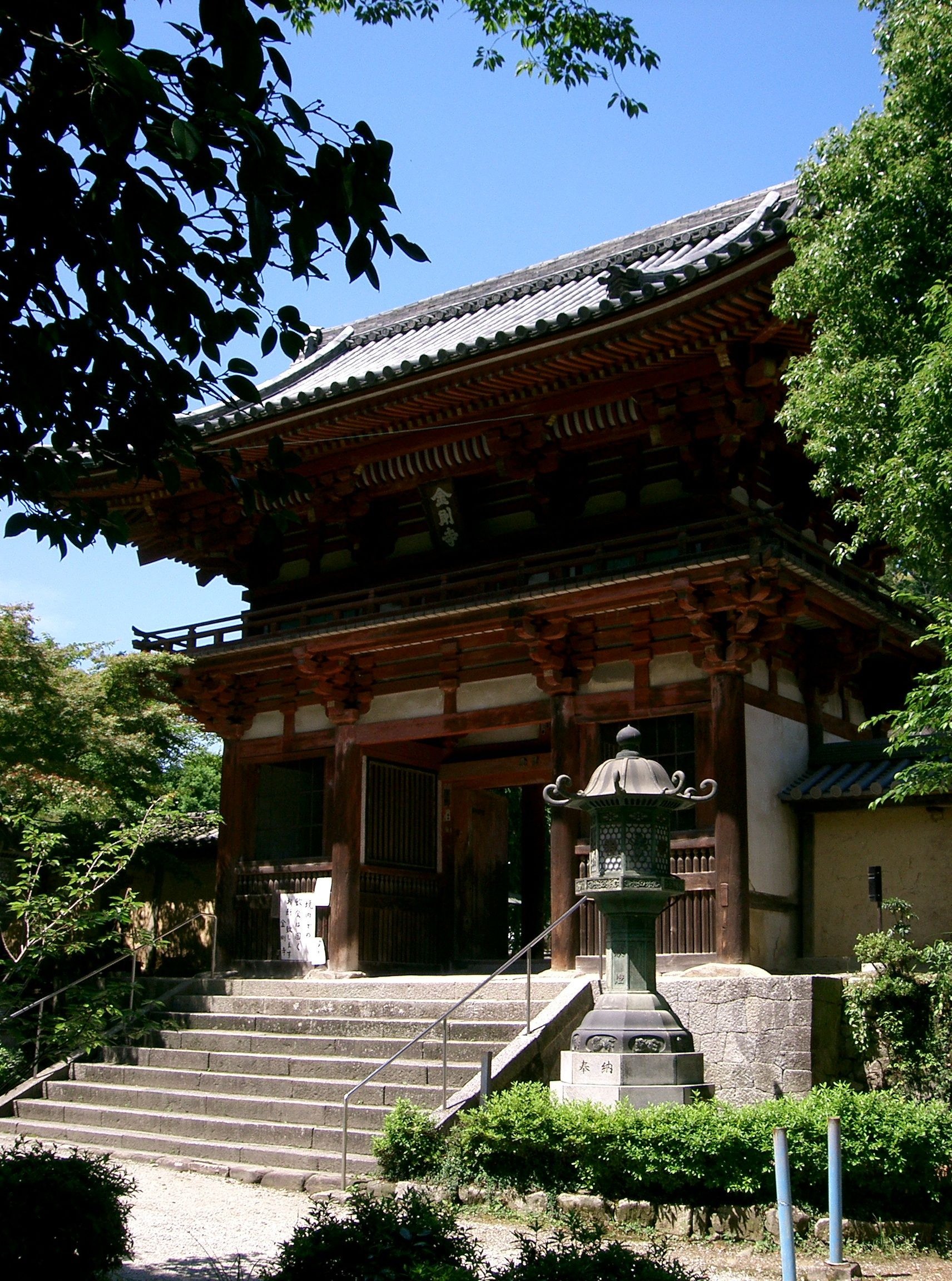
楼門
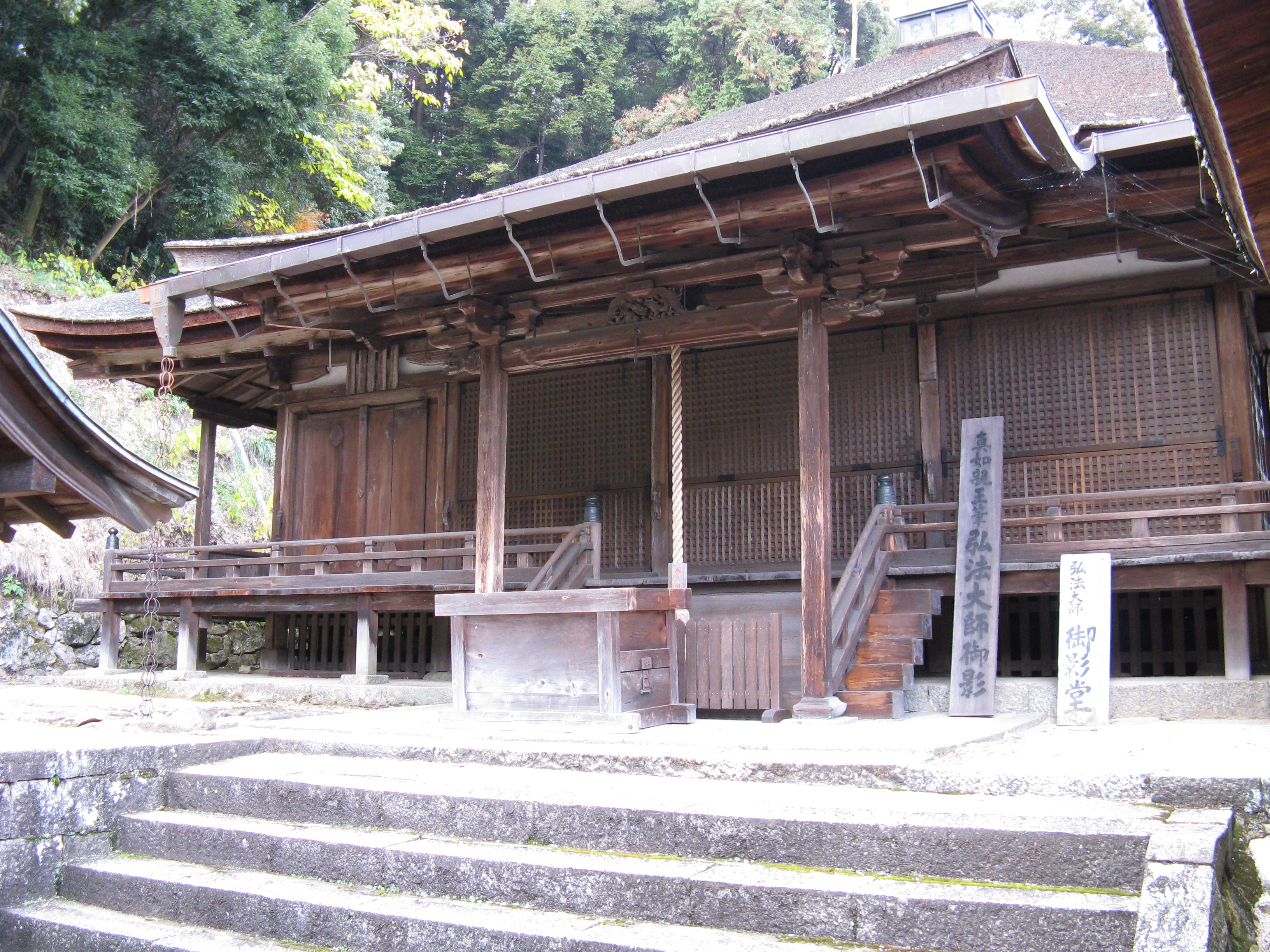
御影堂
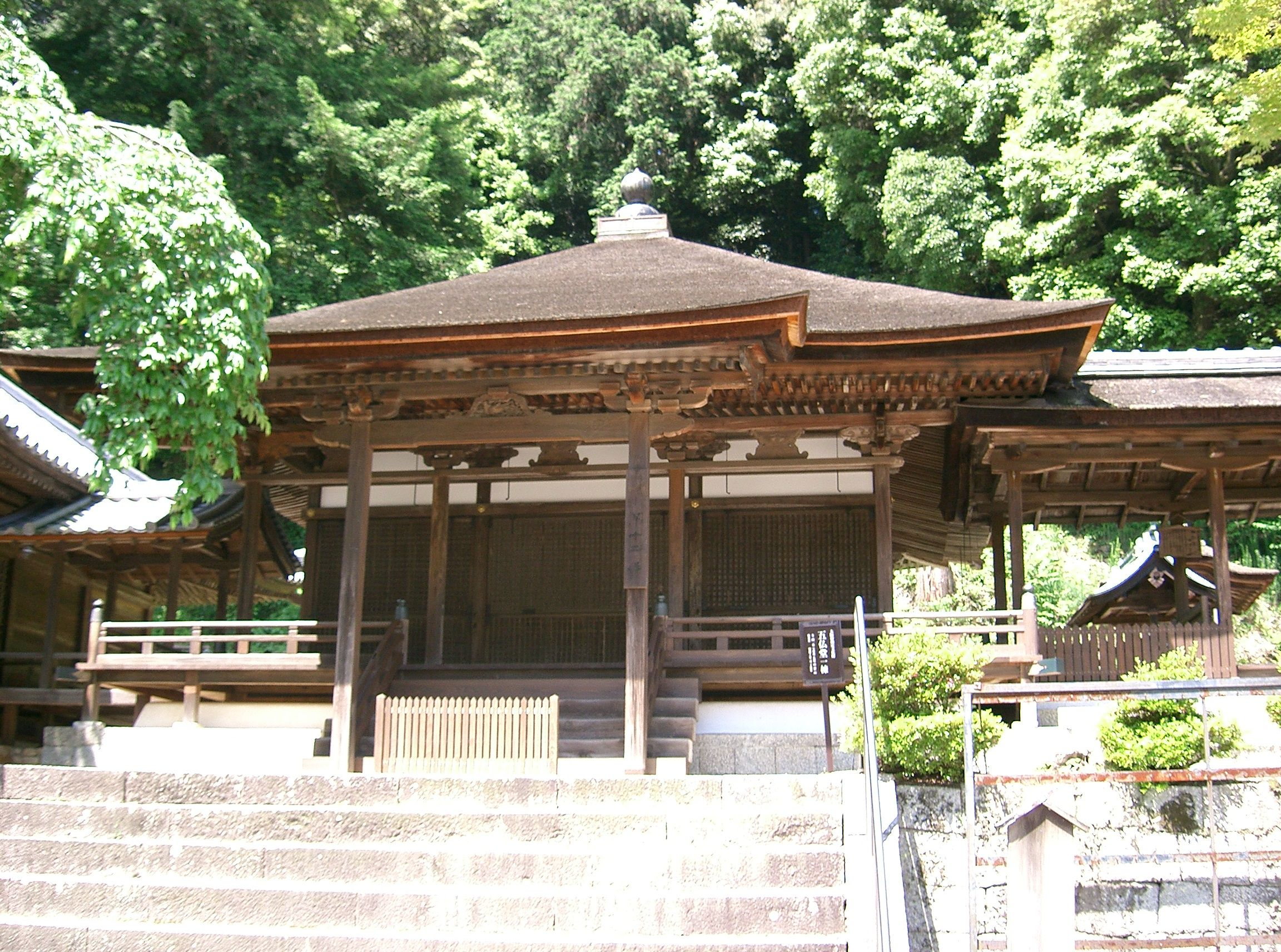
五仏堂
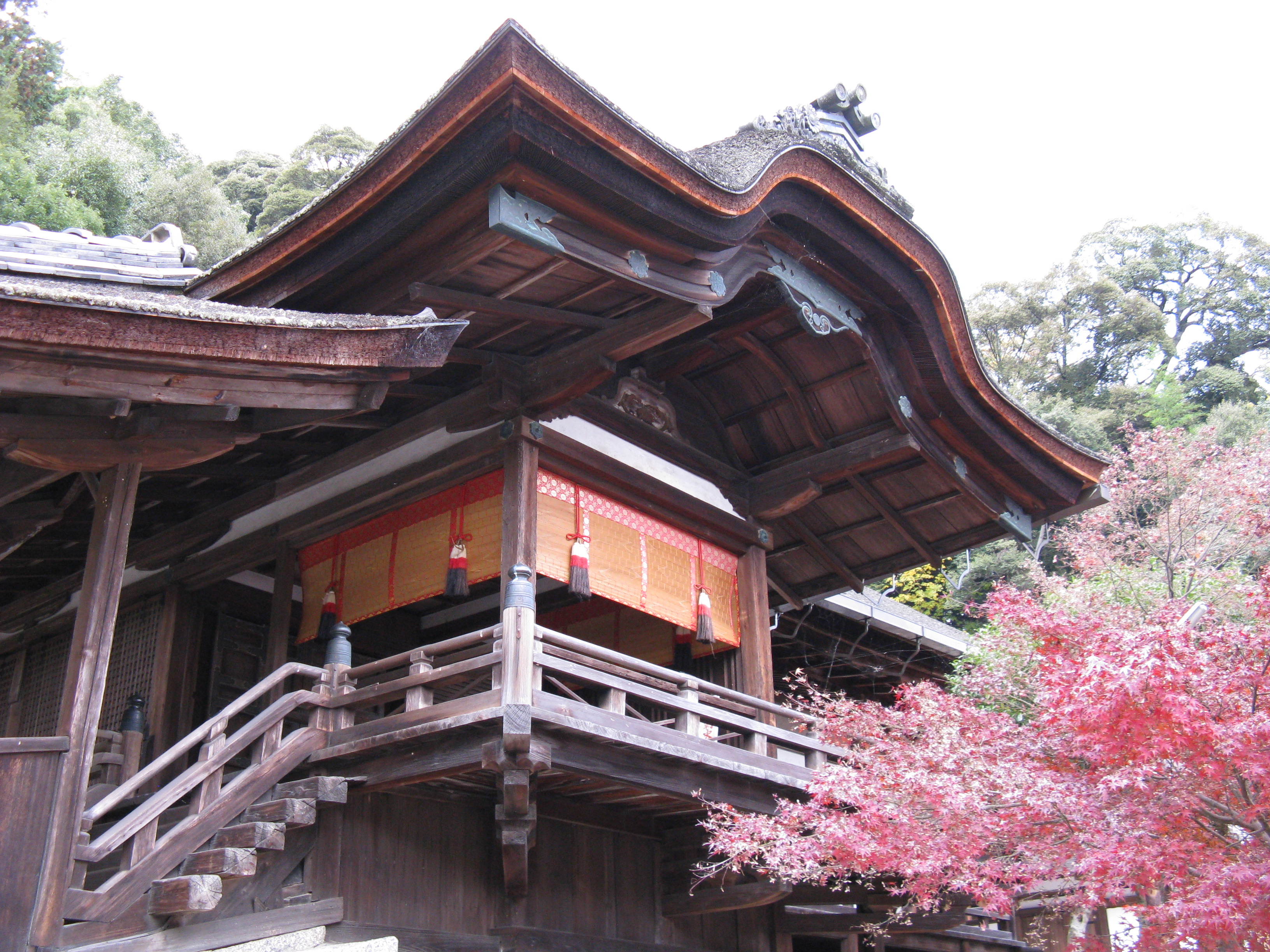
観月台（御影堂付属）
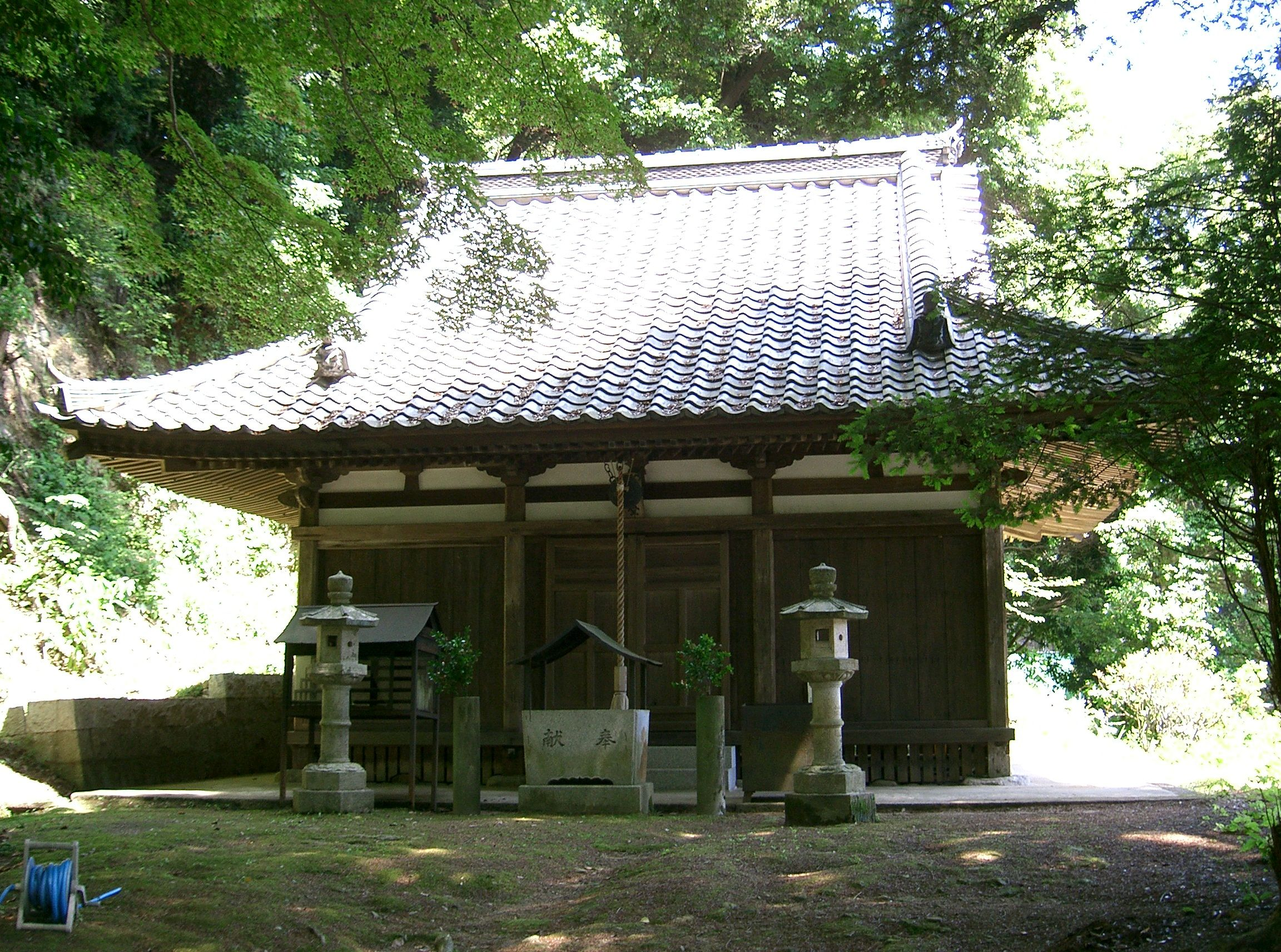
求聞持堂
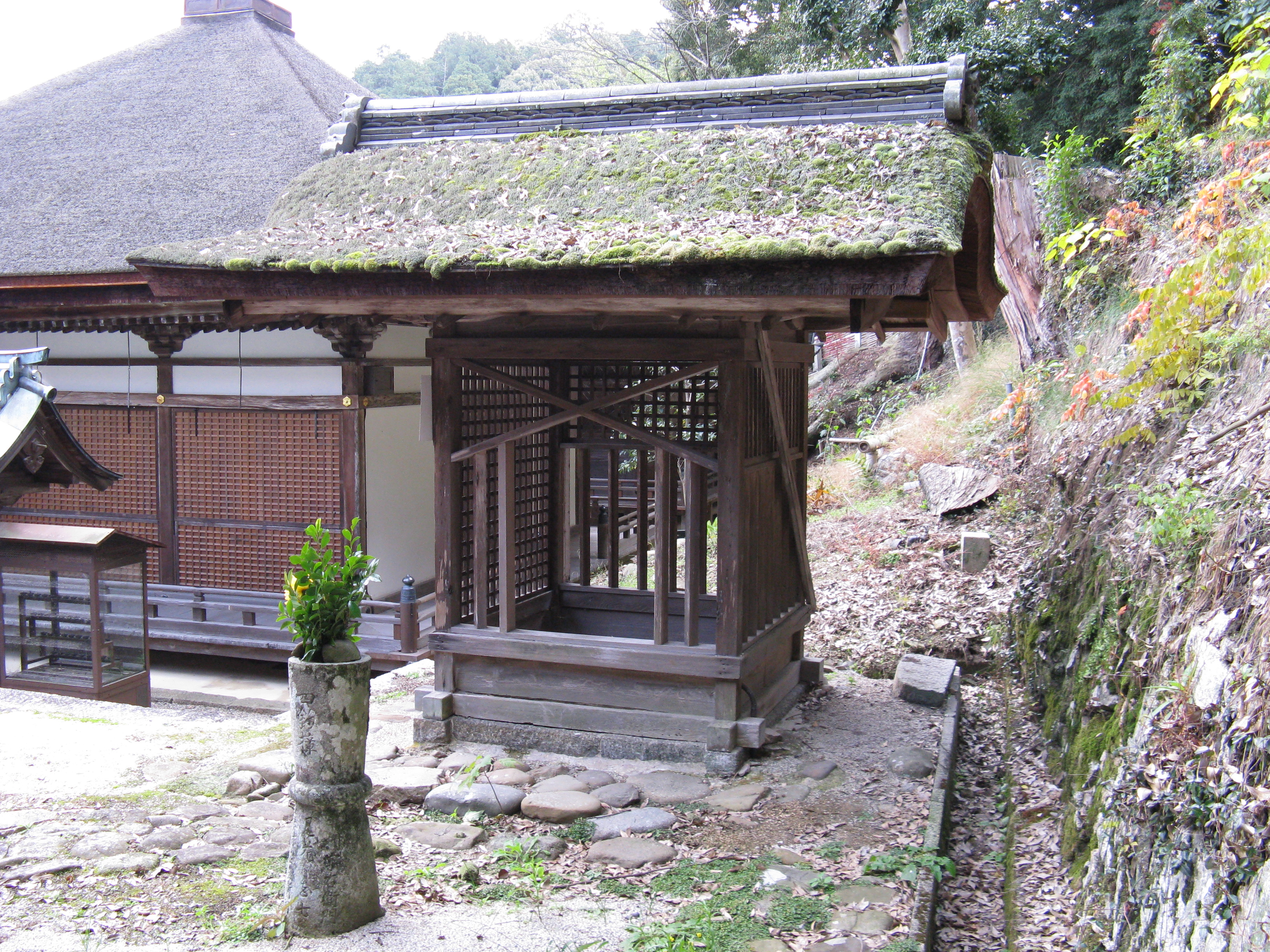
閼伽井屋
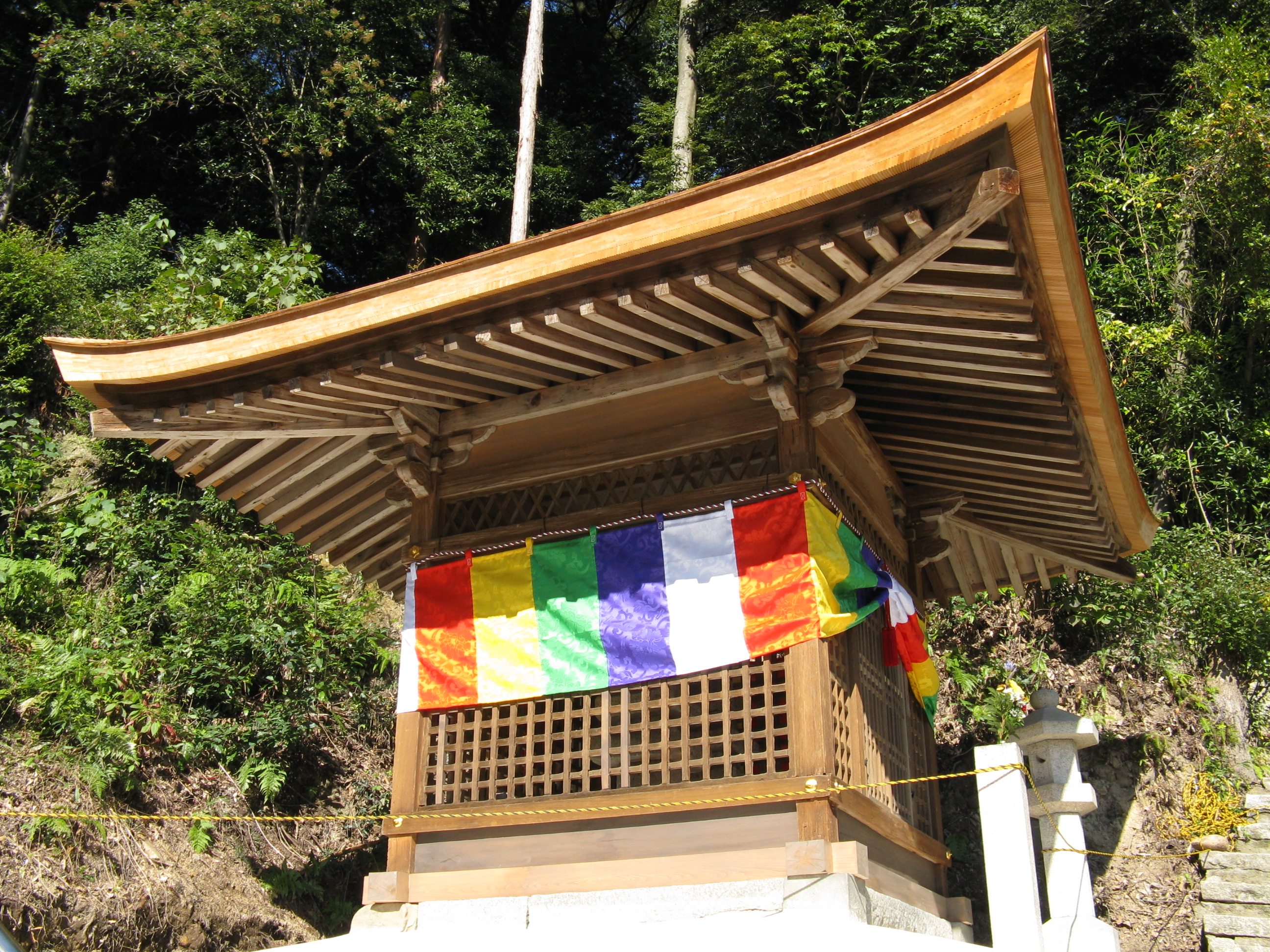
開山堂
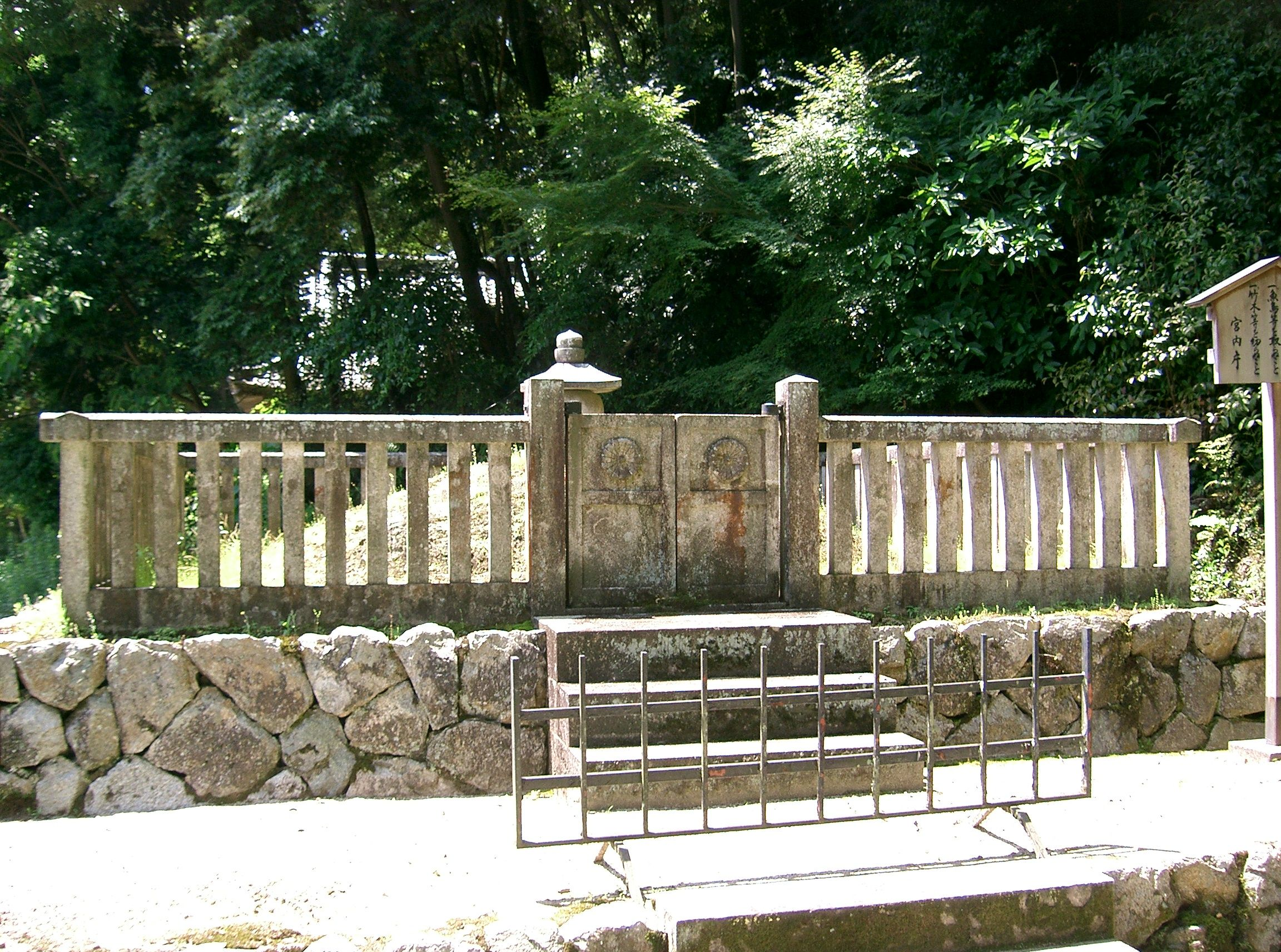
光厳天皇陵（分骨所）
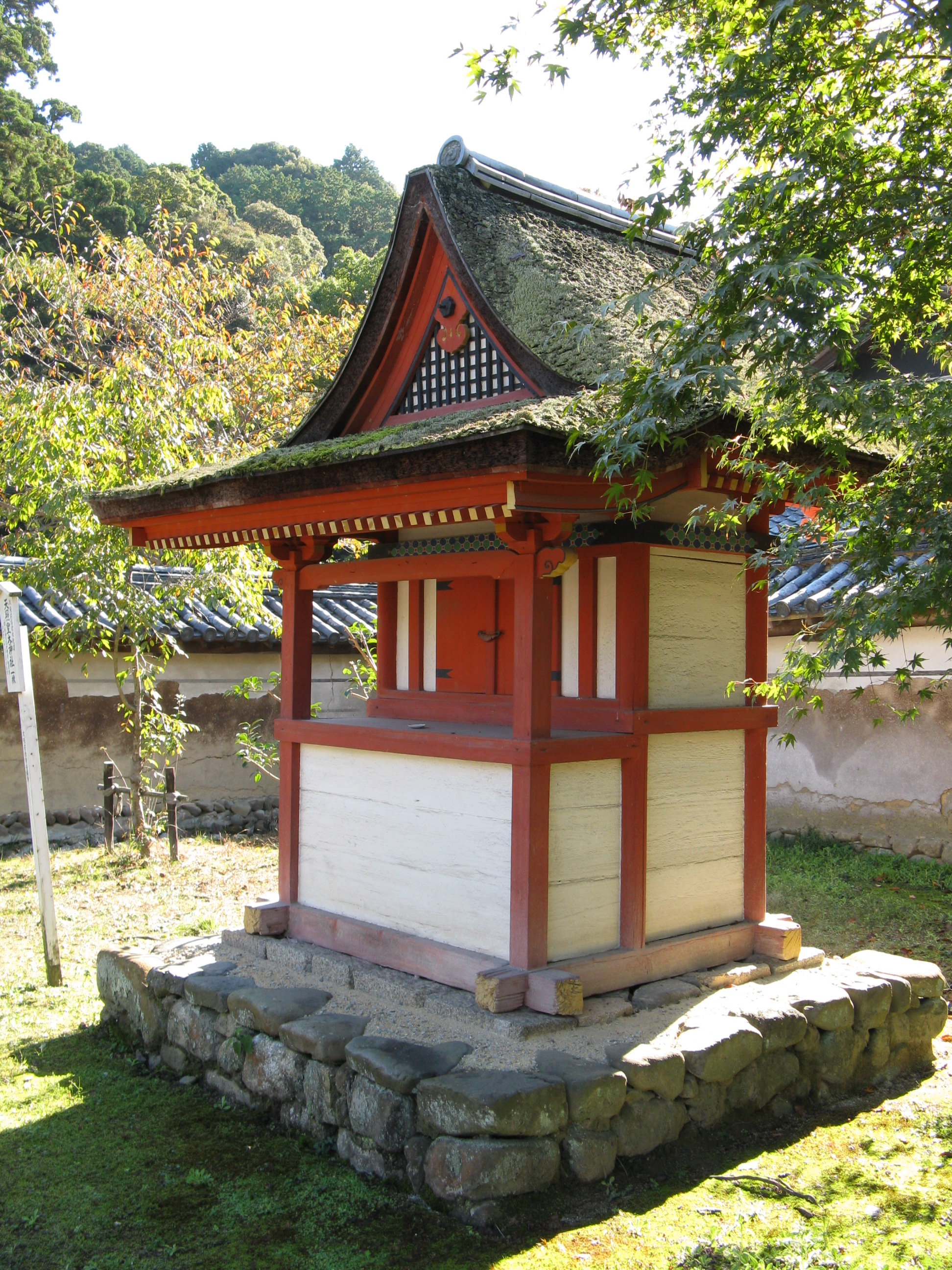
天照皇大神社本殿
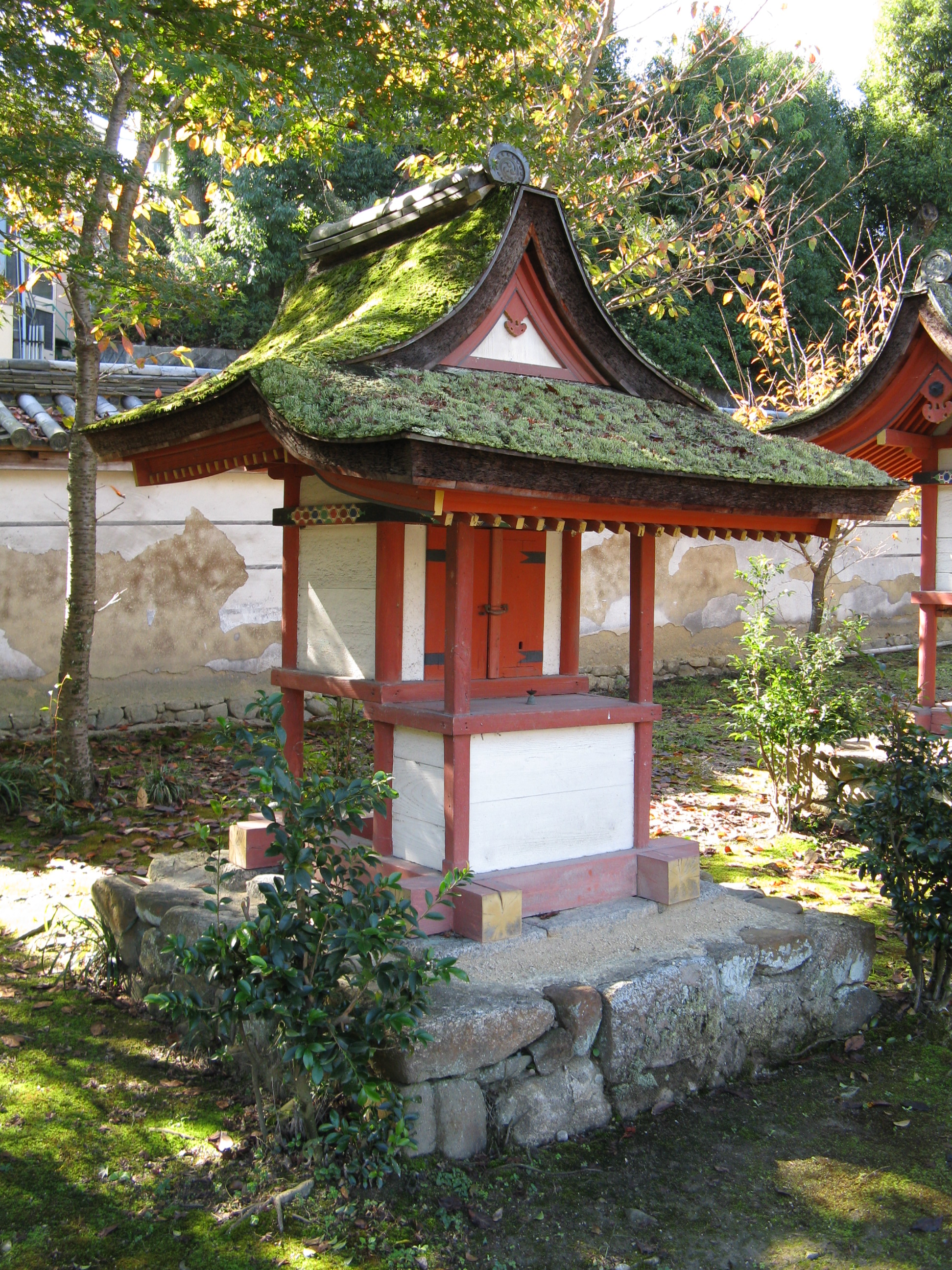
八大龍王善女龍王社本殿
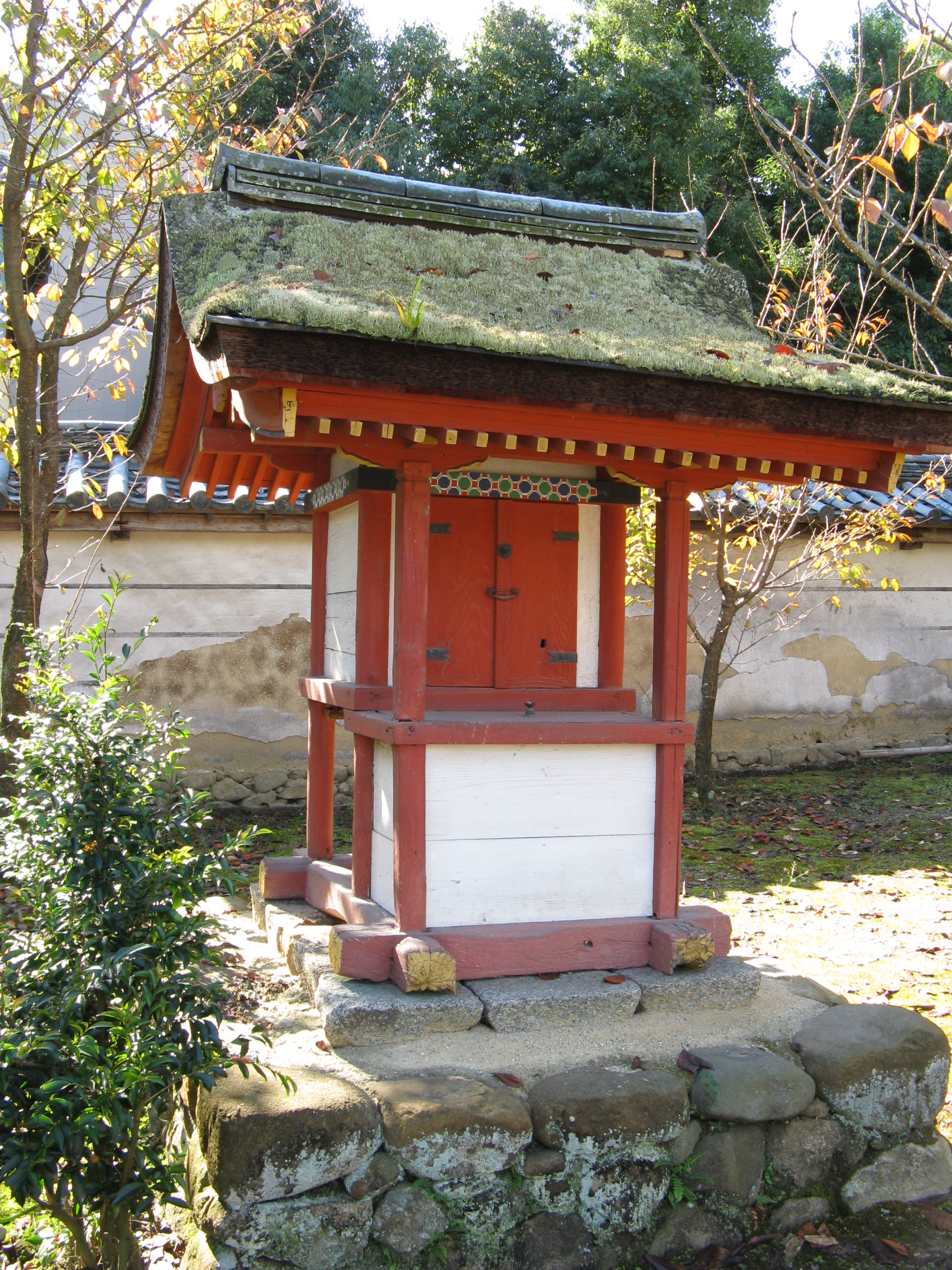
弁財天社本殿
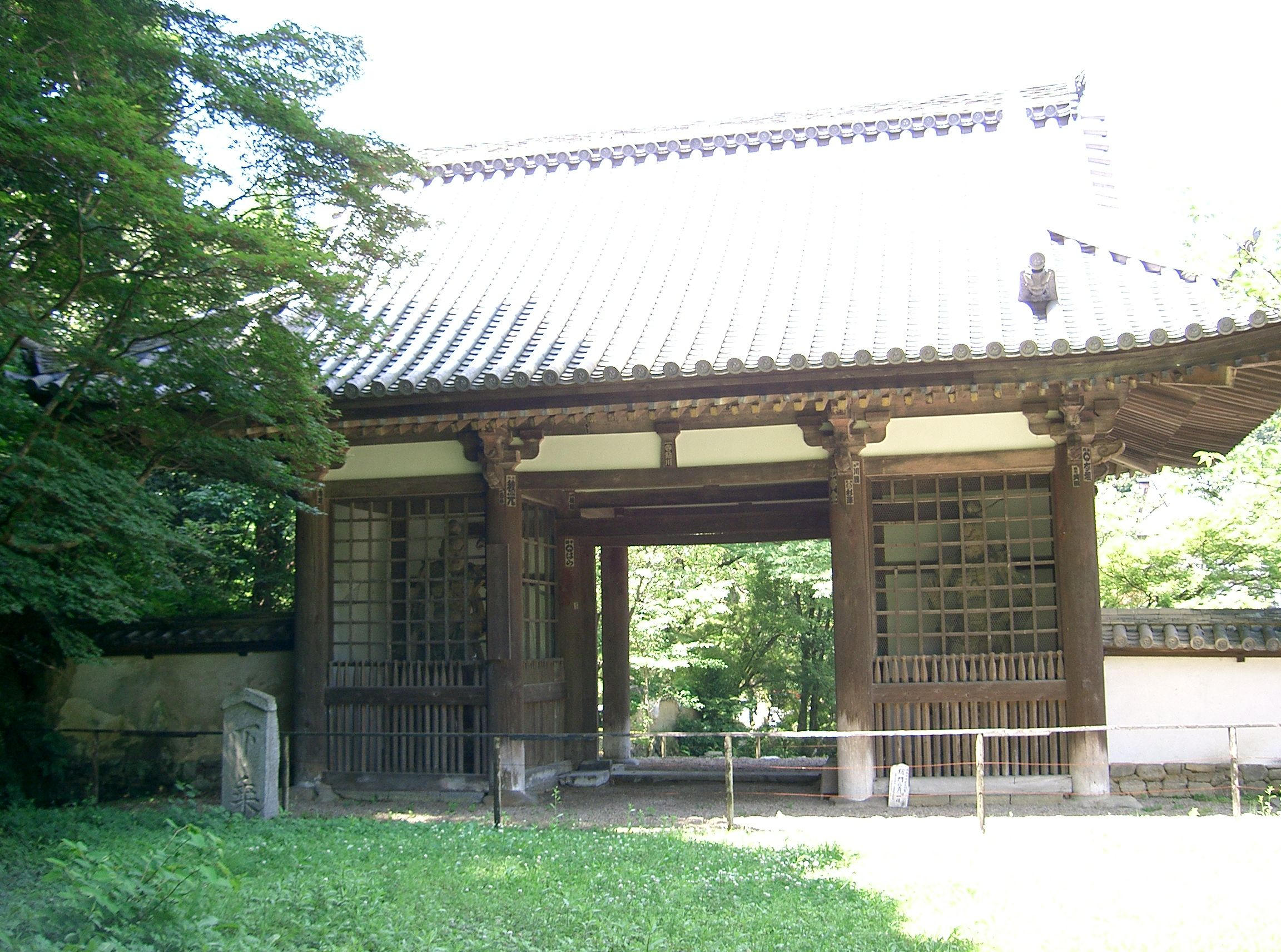
総門
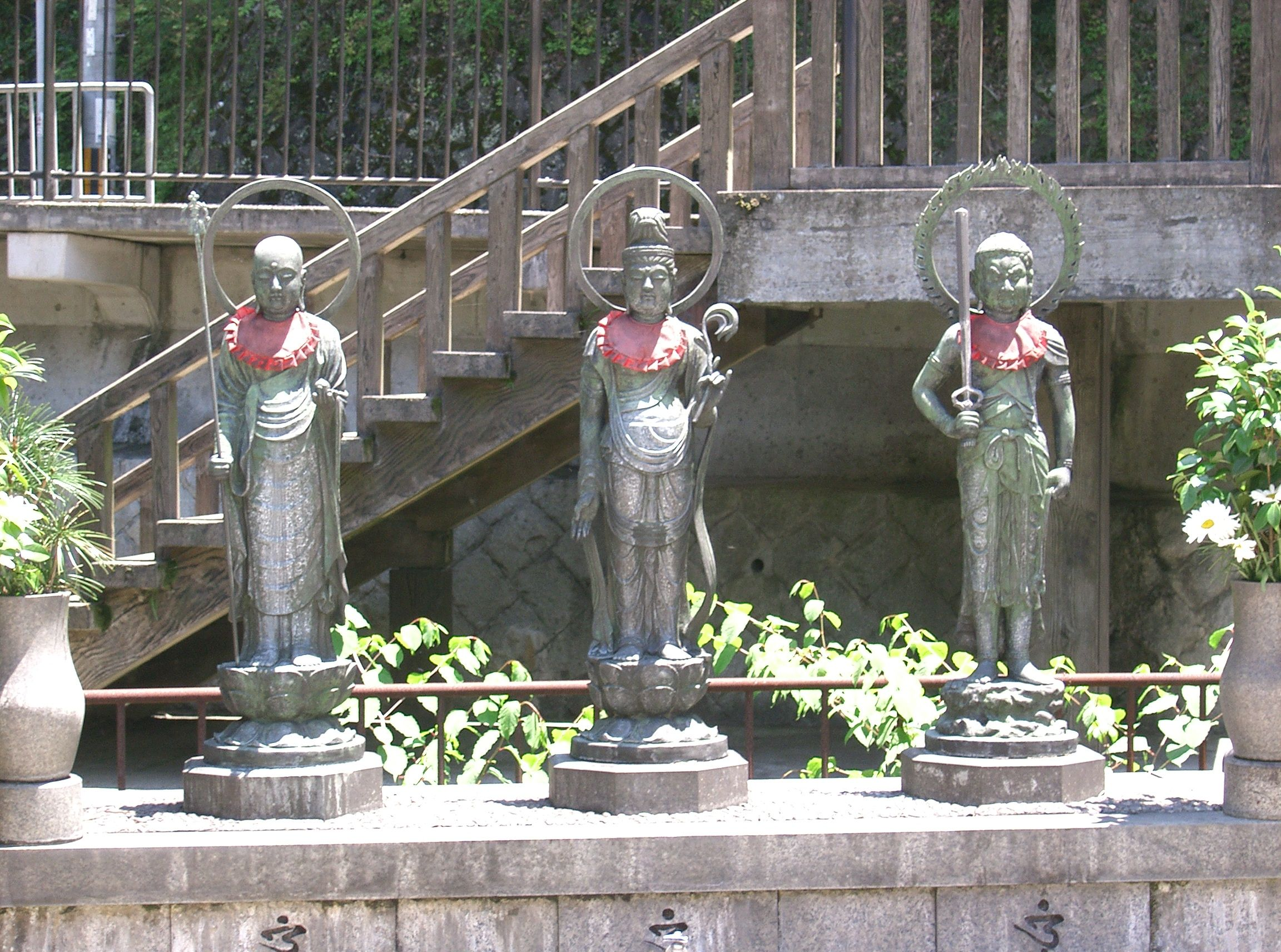
水掛け三尊
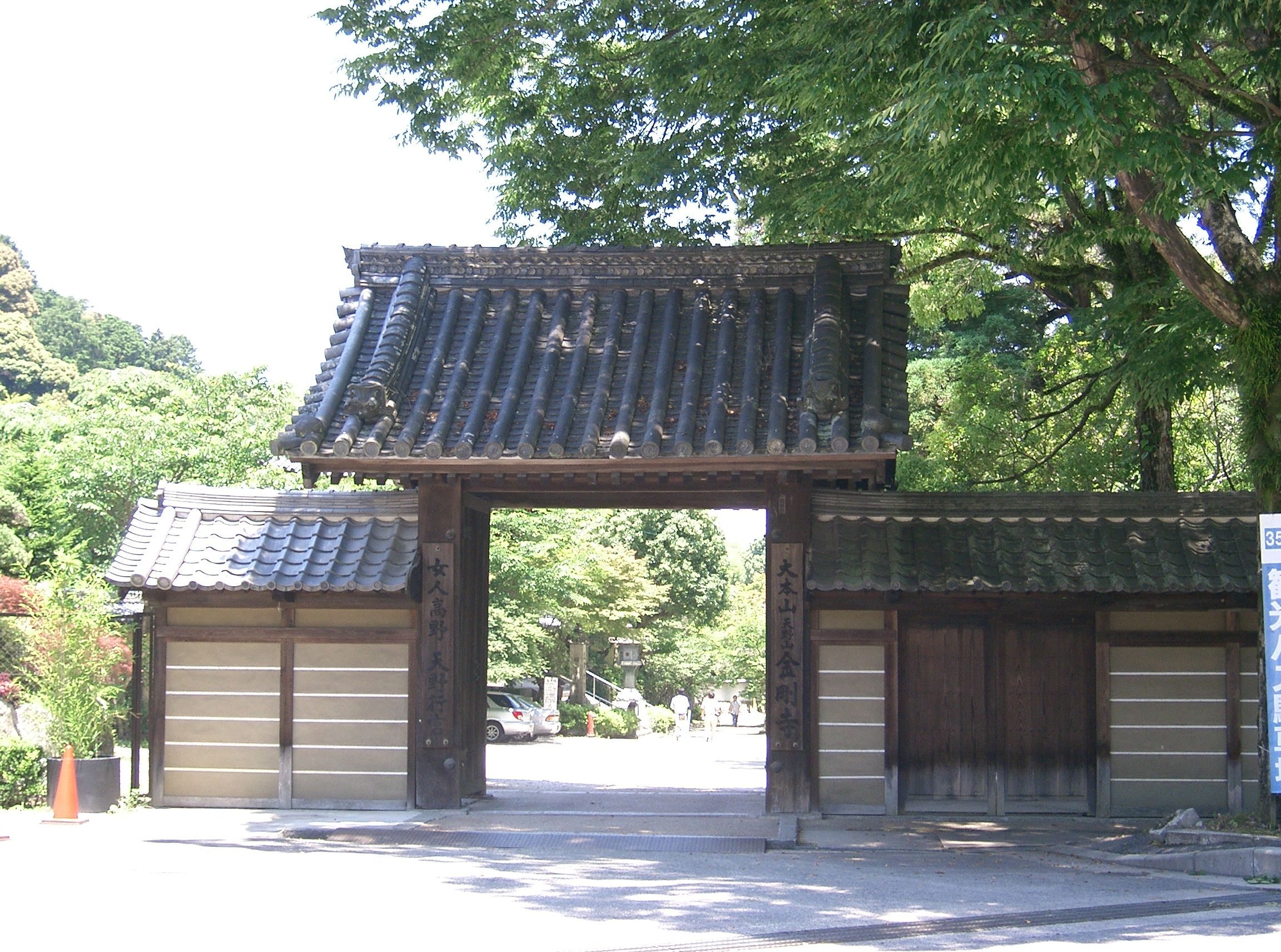
南門
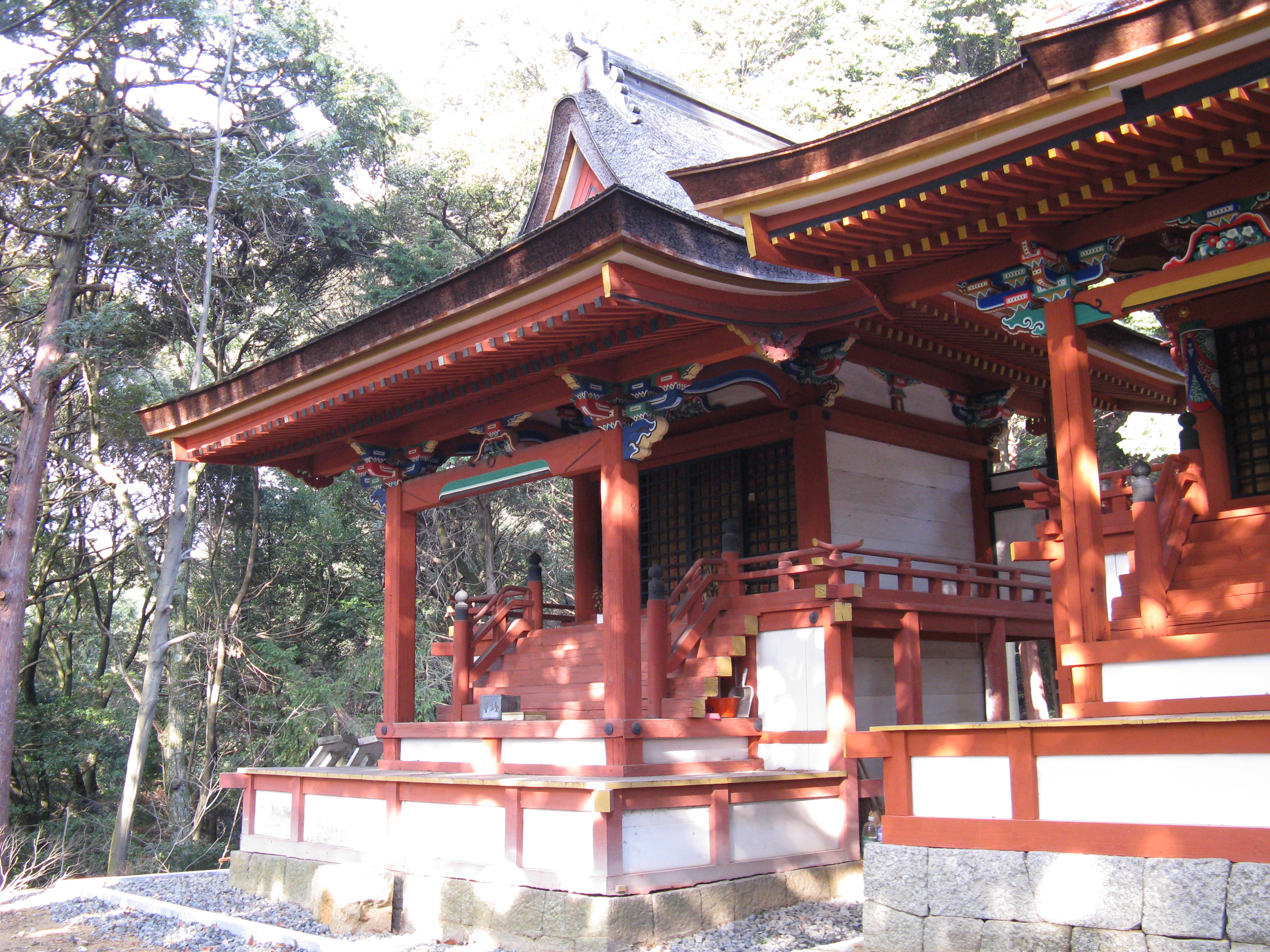
鎮守水分明神社本殿
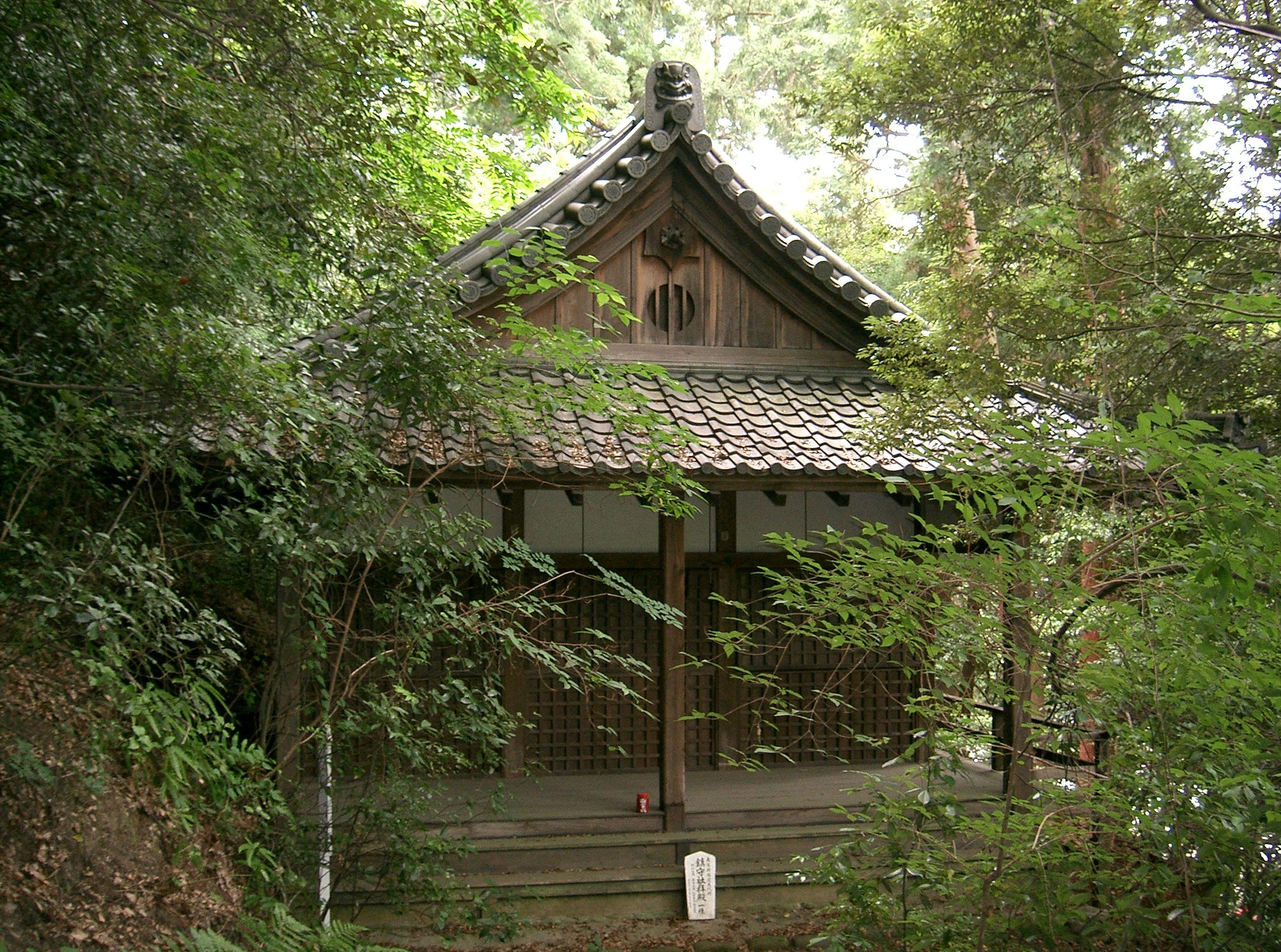
鎮守社拝殿
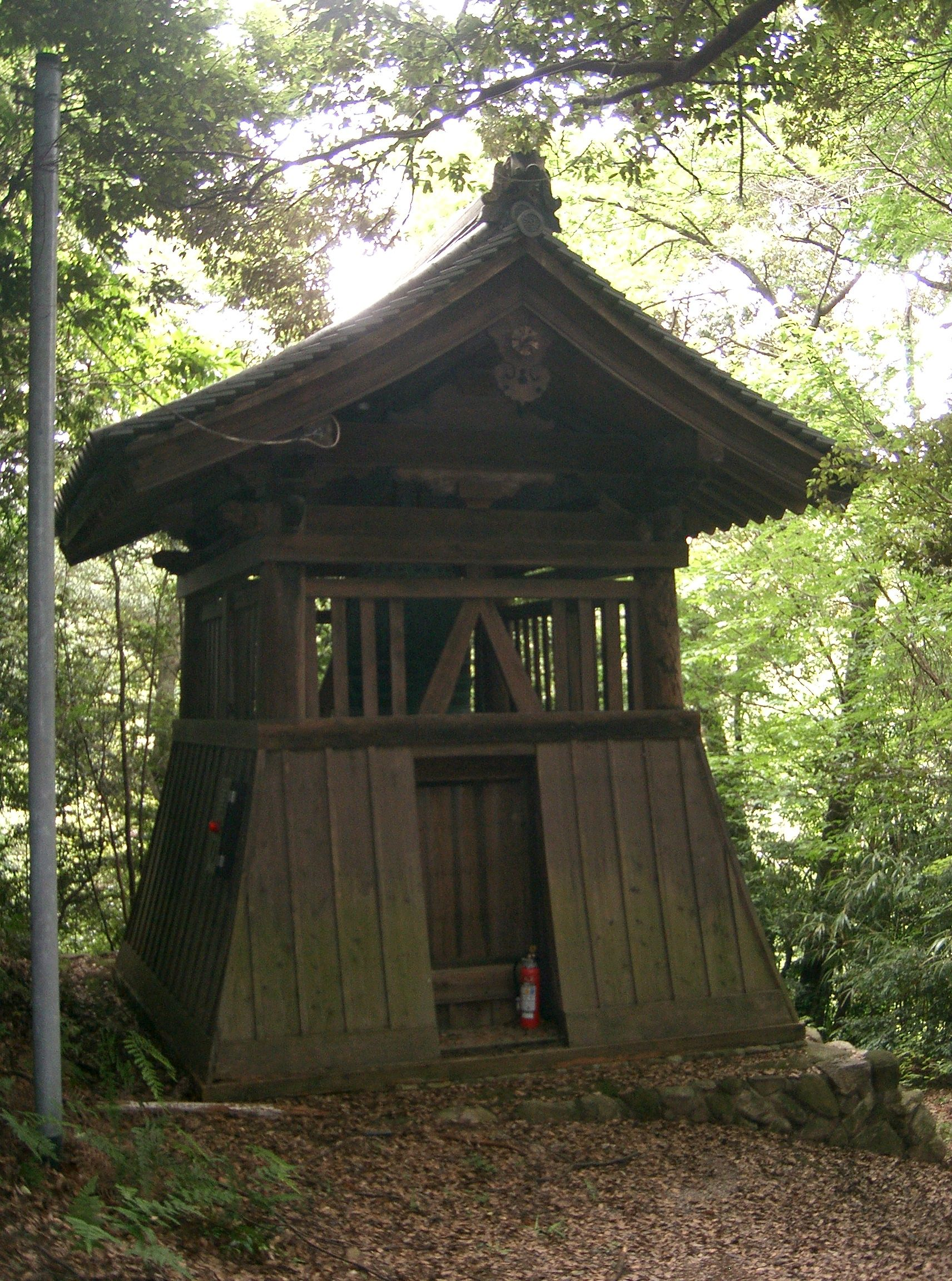
鎮守社鐘楼

## 文化財

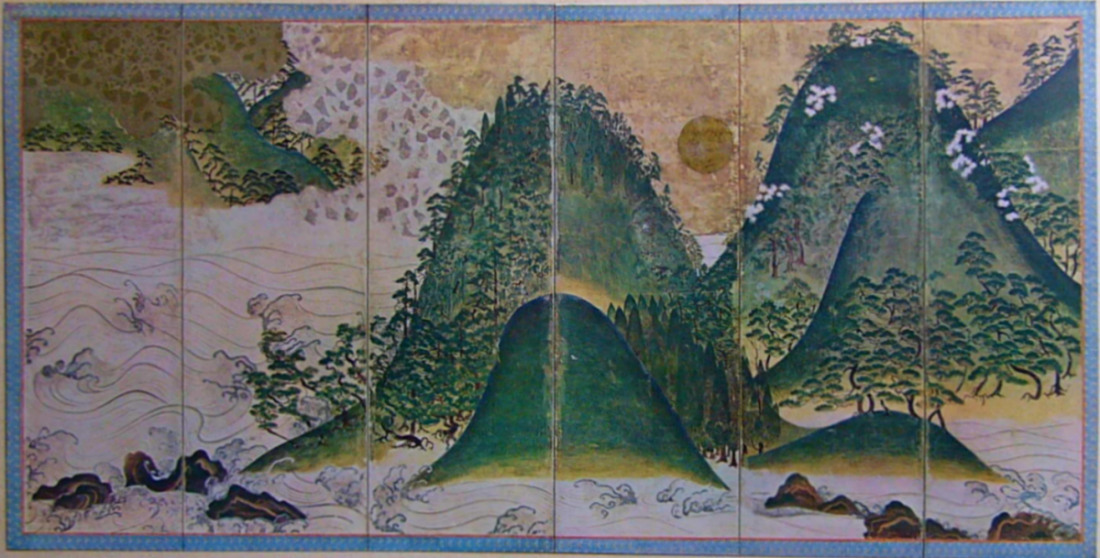
日月四季山水図屏風 右隻

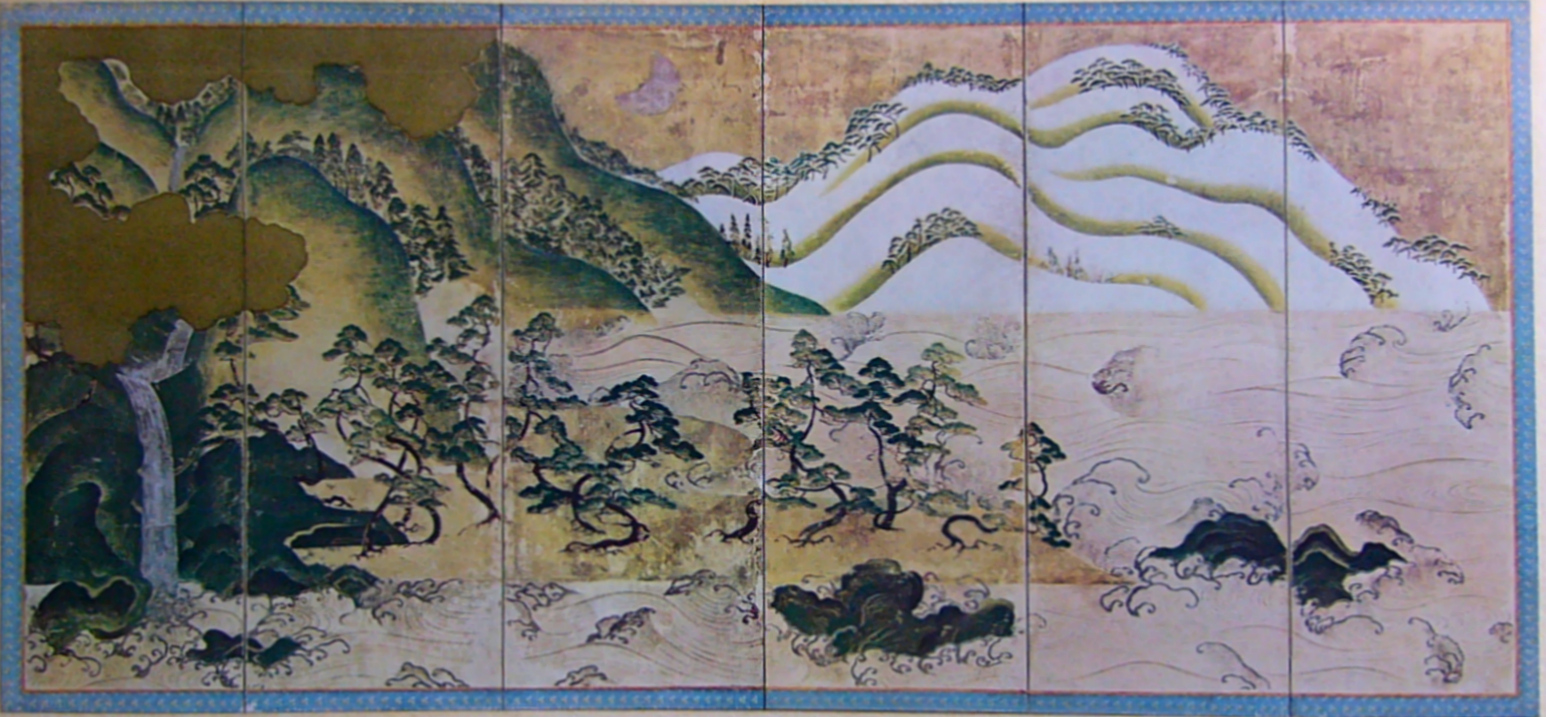
日月四季山水図屏風 左隻

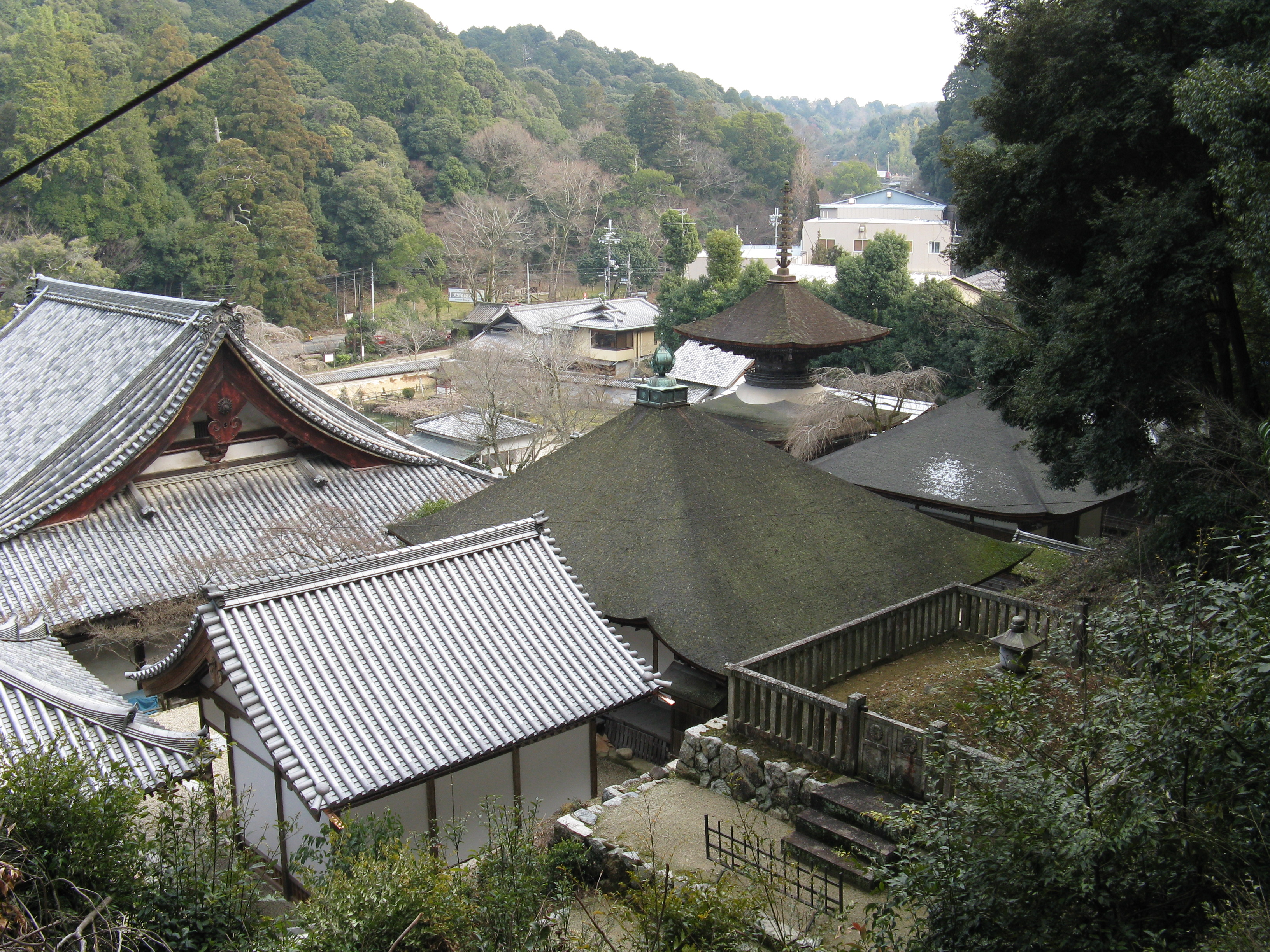
伽藍を西から見る。右手奥は多宝塔、左手奥は金堂。手前は左から法具蔵、御影堂、五仏堂、その手前（石柵で囲われた区域）は光厳天皇陵。

### 国宝
- 木造大日如来坐像、木造不動・降三世明王坐像 3躯（附 木造天蓋） - 2017年度国宝指定[10][11][注 1]
- 剣 無銘 附：黒漆宝剣拵
- 延喜式神名帳
- 延喜式第十二残巻・第十四巻・第十六巻
- 紙本著色日月四季山水図（じつげつしきさんすいず、六曲屏風一双） - 2018年度国宝指定[12][13]

中世やまと絵屏風の代表作として名高い作品。この屏風に関する史料は殆ど残っておらず、制作時期も15世紀半ばとする説から、16世紀後半とする意見もある。同時期の洗練されたやまと絵屏風にあまり見られない工芸的な手法や、仏画に通じる波の描き方、泥臭ささえ感じる素朴な表現から、大和絵師ではなく絵仏師が描いた可能性がある。山や松、波などが動き出さんばかりに誇張され、その特異で迫力ある造形から美術書などの表紙にしばしば使われ、日本画家の加山又造や山本太郎などが本作を下敷きにした作品を発表している。

### 重要文化財
建造物
- 楼門 附：棟札（1枚）
- 金堂 附：棟札（1枚）
- 御影堂（御影堂と観月亭からなる） 附：棟札（1枚）
- 多宝塔
- 食堂（天野殿）
- 鐘楼
- 金剛寺（建造物）22棟[15][16]
  - 五仏堂 附：須弥壇1基、棟札（1枚）
  - 薬師堂
  - 閼伽井屋
  - 護摩堂
  - 法具蔵
  - 求聞持堂（ぐもんじどう）
  - 開山堂 附：石造三重塔 2基
  - 宝蔵
  - 経蔵
  - 弁財天社本殿
  - 八大龍王善女龍王社本殿
  - 天照皇大神社本殿（てんしょうこうたいじんじゃほんでん）
  - 築地塀（2所）
  - 鎮守水分明神社本殿（ちんじゅみくまりみょうじんしゃほんでん） 附：棟札3枚
  - 鎮守丹生高野明神社本殿 附：棟札3枚、蟇股部材4点
  - 鎮守社拝殿
  - 鎮守社鐘楼
  - 旧理趣院表門（元登録有形文化財）[17]
  - 旧真福院表門（元登録有形文化財）[17]
  - 南門（南大門）
  - 総門
- 摩尼院 4棟[注 2] ※所有者は摩尼院
  - 書院 附：化粧野地板1枚、棟札1枚
  - 表門
  - 築地塀（2所）

彫刻
- 木造大日如来坐像（多宝塔安置）[18]
- 銅造観世音菩薩立像 - 奈良国立博物館寄託。
- 木造二天王立像 2躯 弘安二年（1279年）法橋正快等作
- 木造五智如来坐像（五仏堂安置） 5躯[19]

絵画
- 絹本著色五秘密曼荼羅図
- 絹本著色弘法大師像
- 絹本著色虚空蔵菩薩像
- 絹本著色尊勝曼荼羅図

工芸品
- 蓮花蒔絵経筥 - 東京国立博物館寄託。

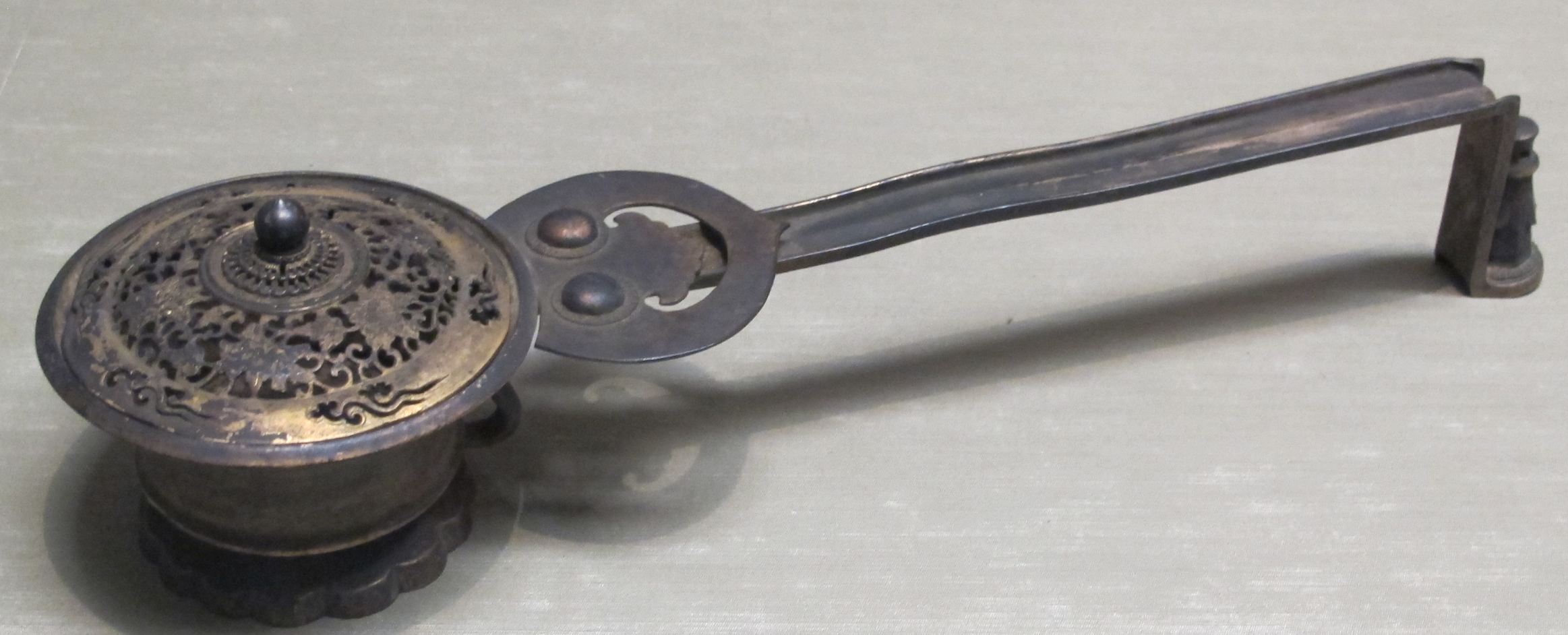
金銅柄香炉（附 金銅牡丹文透蓋）

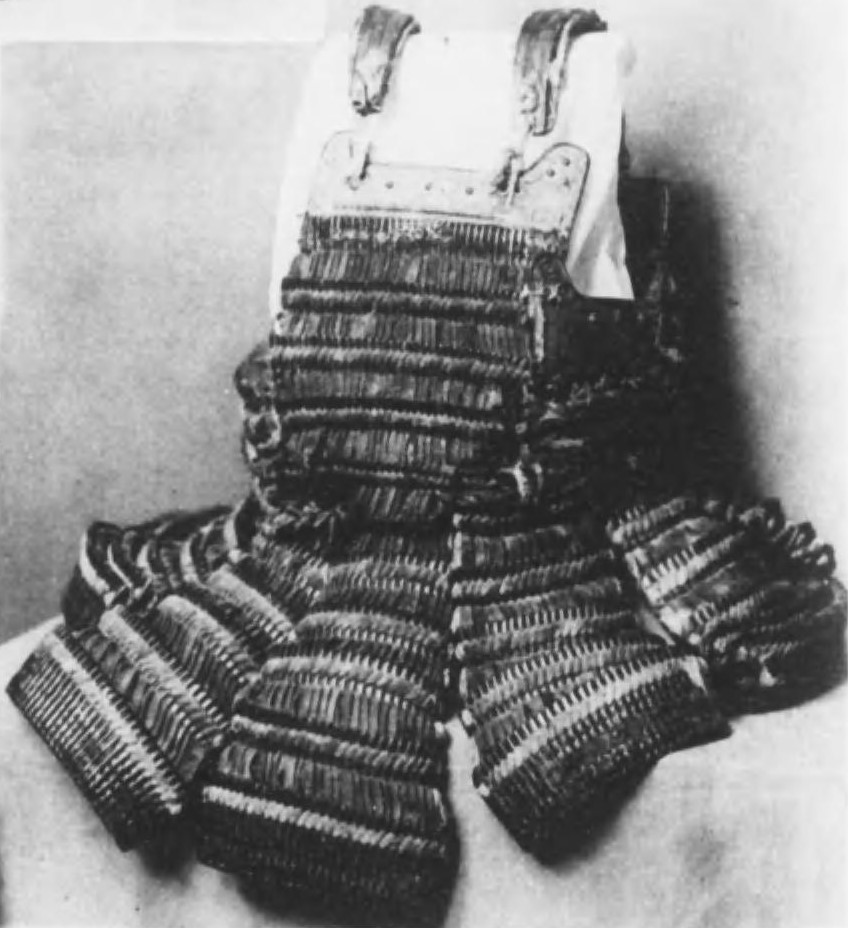
腹巻及膝鎧のうち黒韋威腹巻

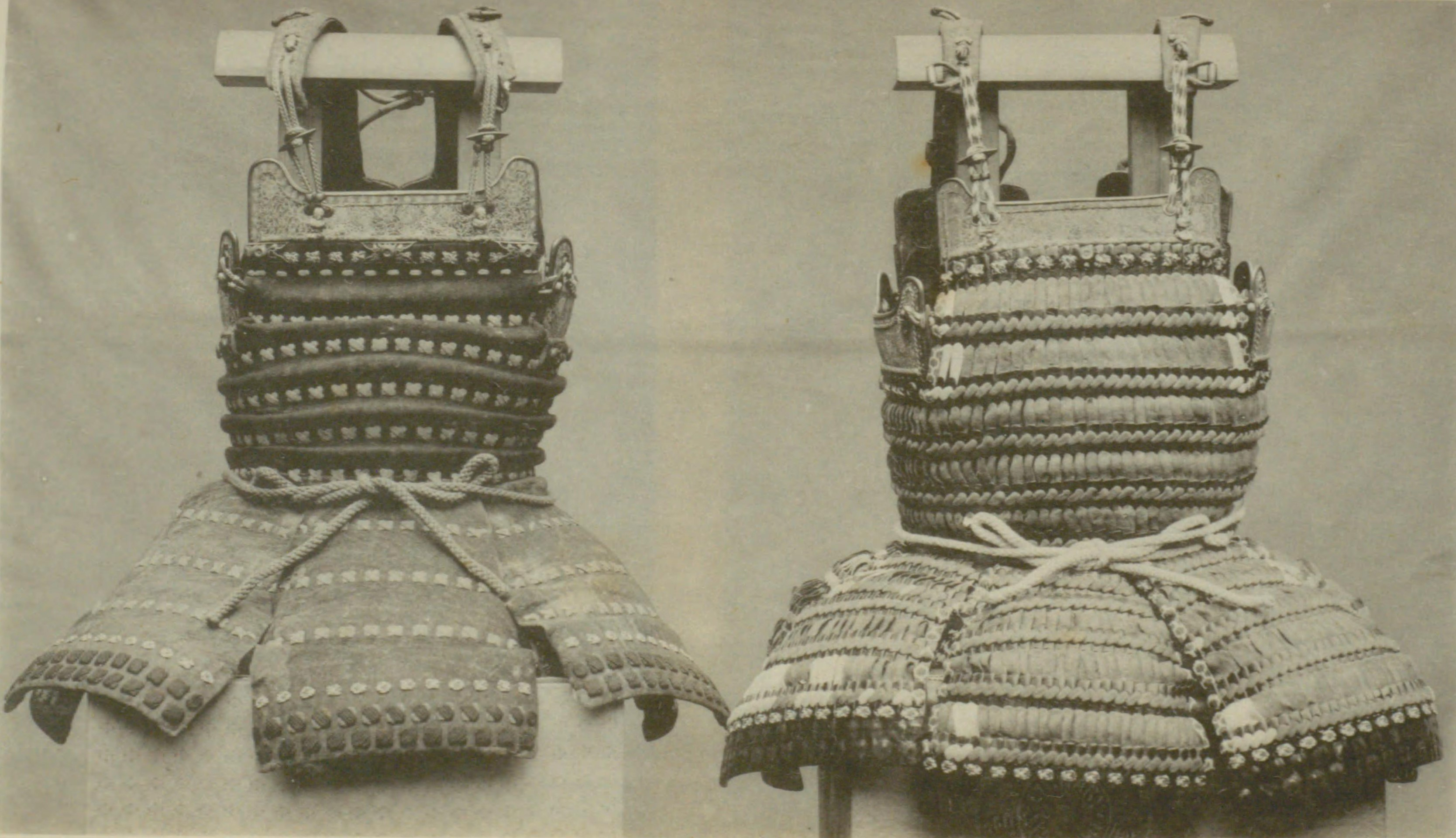
腹巻及膝鎧のうち腹巻2領

- 腹巻及膝鎧 伝楠氏一族所用 20領、1双（明細は後出）※「腹巻」は鎧の一種
- 白銅鏡（花鳥文様）
- 野辺雀蒔絵手箱 - 京都国立博物館寄託。
- 金銅柄香炉 附：金銅牡丹文透蓋 - 東京国立博物館寄託。
- 金銅装戒体箱 - 奈良国立博物館寄託。
- 蓮唐草螺鈿蝶形三足卓

書跡・典籍、古文書
- 宝篋印陀羅尼経
- 梵漢普賢行願賛
- 紺紙金泥法華経 巻第八 藤原基衡願経
- 紙本金泥宝篋印陀羅尼経 料紙消息及歌集切 - 東京国立博物館寄託。
- 大般涅槃経 12巻 各巻正平十四年後村上天皇加筆奥書
- 遊仙窟 1帖 元亨元年加点奥書[20][注 3]
- 楠木氏文書 1巻

典拠：2000年までに指定の国宝・重要文化財については『国宝・重要文化財大全 別巻』（所有者別総合目録・名称総索引・統計資料）（毎日新聞社、2000）による。2001年以降の新規指定、追加指定等については個別に注を付した。

### 国指定史跡
- 金剛寺境内

### 国登録有形文化財
以下の建造物12件が2017年6月28日付けで国の登録有形文化財に登録された。
- 本坊持仏堂
- 本坊客殿
- 本坊大玄関
- 本坊奥殿
- 本坊渡廊下
- 本坊茶室
- 本坊表門
- 無量寿院・籠堂
- 天野川東岸旧子院築地塀
- 大講堂
- 大講堂食堂
- 鎮守橋

### 重要美術品
- 銅製飛雁文鏡
- 銅製瑞花雙鴛文八稜鏡
- 紙本墨書清水寺仮名縁起

### 大阪府指定有形文化財
- 木造薬師如来立像
- 銅製銭弘俶塔
- 金剛寺一切経 4461巻24帖2枚 - 2022年（令和4年）3月15日指定。

### 大阪府指定天然記念物
- 金剛寺のスギ

### 河内長野市指定有形文化財
- 木造千手観音菩薩立像
- 木像十一面観音立像 - ※所有者は摩尼院。
- 木造薬師如来坐像
- 木製密教法具 一式
- 板絵著色三十六歌仙図 三十一面
- 木造登高座 二基

### 河内長野市指定無形民俗文化財
- 天野山金剛寺の正御影供百味飲食

### 河内長野市選定保存地域
- 金剛寺のヒノキ林

## 前後の札所
新西国三十三箇所
6 宝亀院　-　7 金剛寺　-　客番 観心寺
河泉二十四地蔵霊場
11 明忍寺　-　12 金剛寺　-　13 善正地蔵寺
河内飛鳥古社寺霊場
7 西琳寺　-　8 金剛寺　-　9 延命寺
神仏霊場巡拝の道
54 七宝瀧寺　-　55 金剛寺　-　56 観心寺

## 所在地
- 大阪府河内長野市天野996

## アクセス
- 南海電鉄高野線 河内長野駅下車、南海バス天野山線「天野山」バス停下車すぐ。
- 近鉄長野線 河内長野駅下車、南海バス天野山線「天野山」バス停下車すぐ。